# Plaza de la Constitución (Ciudad de México)
La plaza de la Constitución, informalmente conocida como el Zócalo, es la plaza principal de la Ciudad de México. Junto con las calles aledañas, ocupa una superficie casi rectangular de aproximadamente 46 800 m² (195 m × 240 m). Se le denominó así en honor a la Constitución de Cádiz promulgada en 1812. Esta es la segunda plaza más grande del mundo después de la plaza de Tiananmén en Pekín, China, y la primera entre los países de habla hispana.
El Zócalo está localizado en el corazón de la zona conocida como centro histórico de la Ciudad de México, en la demarcación Cuauhtémoc. Su localización fue escogida por los conquistadores españoles para ser establecida justo a un lado de lo que anteriormente era el centro político y religioso de México-Tenochtitlan, capital de los mexicas.
Está rodeado por la Catedral Metropolitana de la Ciudad de México al norte, el Palacio Nacional (sede del Poder Ejecutivo Federal) al este, el Antiguo Palacio del Ayuntamiento y el Edificio de Gobierno (réplica del anterior, ambos del Gobierno de Ciudad de México sede del Poder Ejecutivo local) al sur, y al oeste por edificios comerciales (como el Portal de Mercaderes), administrativos y hoteles. En la esquina noreste de la plaza se encuentran el Museo del Templo Mayor y la plaza Manuel Gamio, así como la estación Zócalo de la Línea 2 del Metro.
Desde la época mesoamericana, ha sido sede de hechos importantes en las diversas etapas de la historia de México, así como sitio de concentración y de manifestaciones sociales y culturales. Durante cinco siglos de historia, ha sufrido cambios en los elementos y edificios que le rodean y le constituyen; fueron instalados y removidos en numerosas ocasiones, jardines, monumentos, circos, mercados, rutas de tranvías, fuentes y otros ornamentos. La fisonomía actual data de 1958.
El Zócalo más allá de ser la sede del poder político, económico y religioso de México, así como de ser un espacio donde se mezclan el pasado indígena y virreinal, con casi cinco siglos de historia, es también el lugar donde el pueblo de México se reúne para celebrar fiestas o manifestaciones, y han ocurrido hechos históricos de importancia. En el virreinato se realizaron proclamaciones de virreyes o sublevaciones como el Motín de 1692; la plaza fue el punto de encuentro en la entrada triunfal del Ejército Trigarante que consumó la independencia en 1821; en la época independiente se realizaron celebraciones del Día de la Independencia; el espacio fue tomado por los ejércitos de Estados Unidos en 1847 y Francia en 1863. El siglo XX presenció hechos como la celebración del centenario de la independencia en 1910, la toma de la plaza dentro de la Decena Trágica, múltiples manifestaciones políticas, celebraciones de asunciones presidenciales, eventos anuales multitudinarios como el Grito de Dolores y los desfiles conmemorativos de la independencia de México, la Revolución mexicana y el Día del Trabajo, así como hechos relevantes del movimiento estudiantil de 1968.
A partir de 1997, la plaza dio paso a un mayor número de celebraciones populares de tipo cultural, deportivo y de entretenimiento, principalmente conciertos masivos. Sin embargo, en el siglo XXI sigue siendo escenario de las mencionadas festividades y manifestaciones sociales. En 2010 fue el escenario principal de los festejos del bicentenario del inicio de la independencia y once años más tarde, en 2021, del bicentenario de la consumación de la misma. La plaza, al ser parte del centro histórico, está considerada como Patrimonio Cultural de la Humanidad desde 1987.

## Origen del nombre

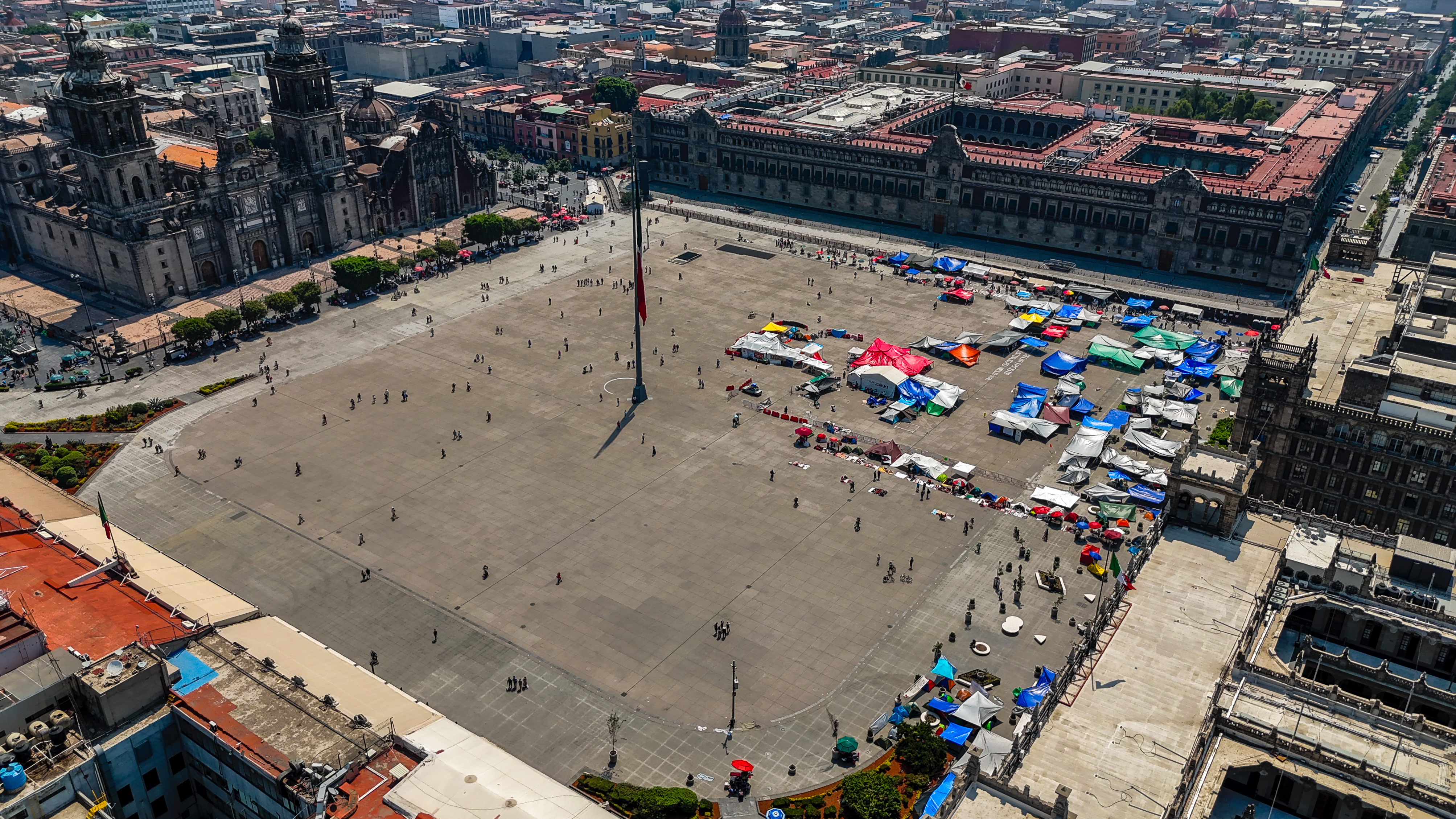
Vista aérea del Zócalo.

A lo largo de su historia, la plaza ha tenido otros nombres oficiales, incluyendo Plaza de Armas, Plaza Principal, Plaza Mayor y Plaza del Palacio. Recibió el nombre actual durante el virreinato, en 1813, porque fue ahí donde en la Nueva España se juró la Constitución Española, promulgada en Cádiz el año anterior.
Sin embargo, se le conoce comúnmente como Zócalo, porque en 1843, Antonio López de Santa Anna convocó a un concurso para realizar un monumento conmemorativo por la Independencia de México, resultando ganador Lorenzo de la Hidalga, quien proyectó la construcción de una columna al centro de la plaza. De esta solo se colocó el zócalo o base, pues el monumento nunca se concretó; el zócalo permaneció en el lugar por varios años. Desde entonces, la plaza adoptó coloquialmente el nombre, también, de Zócalo.

## Historia

### México-Tenochtitlan

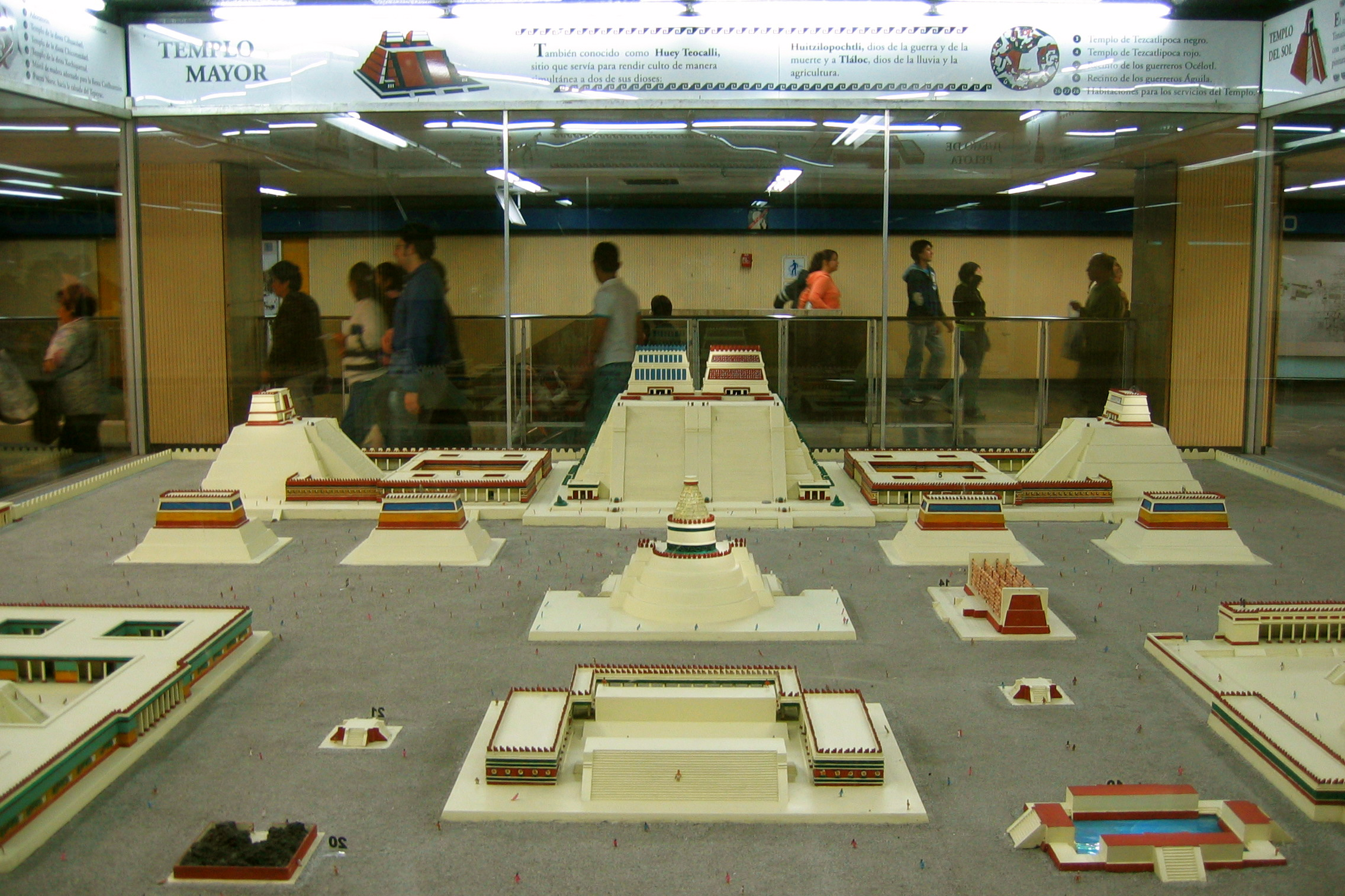
Modelo del Templo Mayor y el Zócalo antes de la conquista.

El área que hoy ocupa la plaza fue construida dentro del islote original de la ciudad mexica México-Tenochtitlan y formó parte de su Templo Mayor, recinto religioso principalmente en su parte sur. Limitaba al este con las llamadas «Casas nuevas» de Moctezuma Xocoyotzin (sobre el que se construiría el futuro Palacio Virreinal) y al oeste por las Casas viejas o Palacio de Axayácatl (1469-1481) donde el huey tlatoani Ahuitzotl, tío de Moctezuma y predecesor inmediato, también vivieron.

### Periodo novohispano

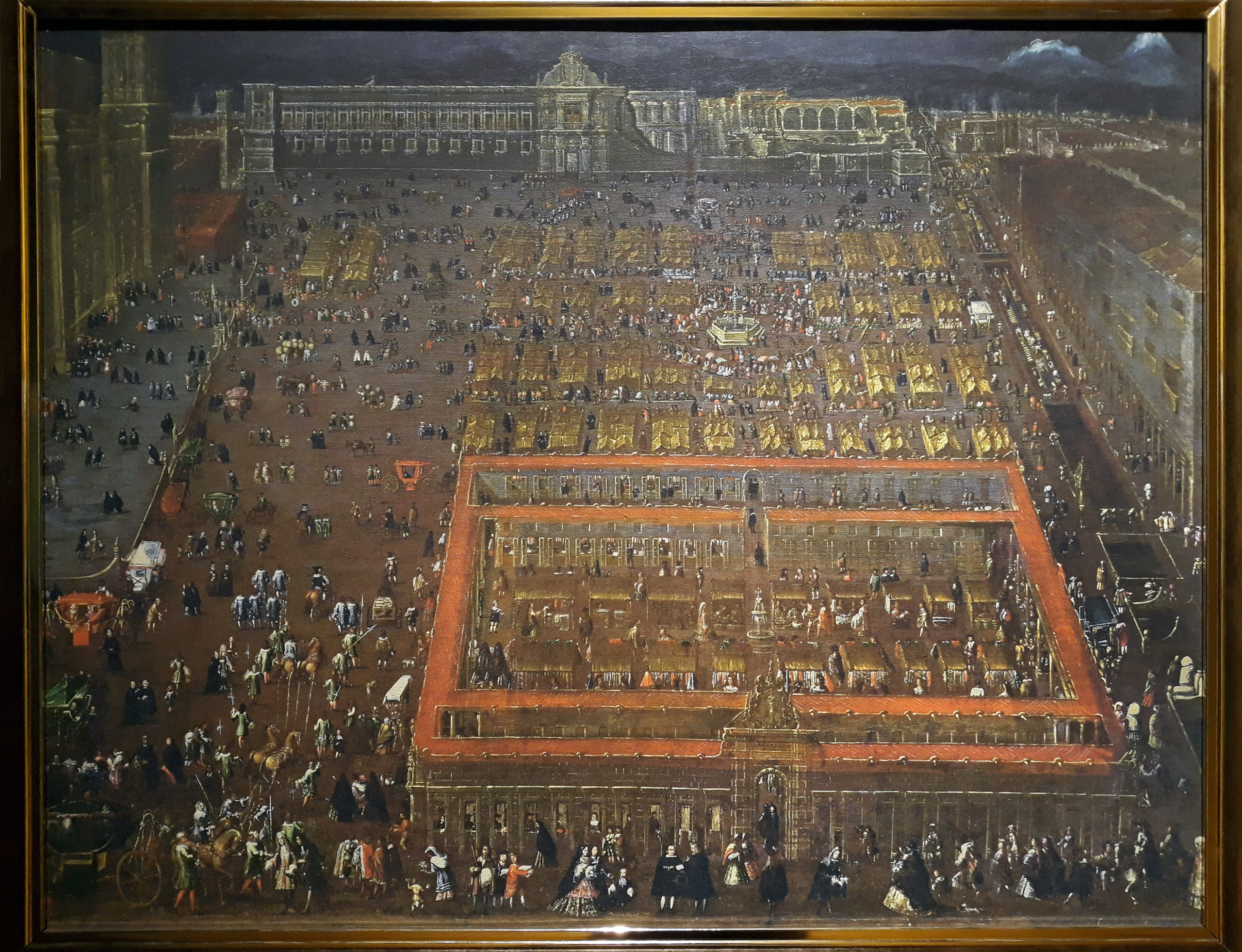
Vista de la Plaza Mayor de la Ciudad de México (hacia 1695) por Cristóbal de Villalpando. En la obra se aprecia el Palacio Virreinal aún dañado por el Motín de 1692 en la Ciudad de México.

La primera traza de la plaza principal fue hecho por el alarife Alonso García Bravo, poco después de la Caída de México-Tenochtitlan. Después de la destrucción de la ciudad mexica, Hernán Cortés y Alonso García Bravo mantuvieron los cuatro calpullis (sectores de la ciudad) originales, pero dispusieron una traza rectangular al estilo europeo, trazando calles y avenidas de forma rectangular, con la sede de los principales poderes en torno a la plazuela.
Con el Templo Mayor completamente arrasado, los constructores españoles utilizaron las piedras del mismo y de otros edificios del teocalli para preparar la nueva Plaza Mayor en el año de 1524. La primera traza española situó la nueva explanada en el extremo sur del recinto ceremonial (el borde sur del coatepantli o muro del templo estaría situado en el atrio de la actual Catedral Metropolitana) y reorientaron el espacio de norte a sur, ya que el gran Teocalli mexica "miraba" hacia el poniente, al igual que la puerta principal del recinto, Cuauhquiáhuac, y de la cual partía la Calzada de Tlacopan, hoy México-Tacuba.
El Templo Mayor y las edificaciones mexicas fueron derribadas, y en su lugar fueron erigidos la Catedral y el Palacio Virreinal, para simbolizar el cambio de poderes religioso y político que estaba operando en lo que sería el virreinato de la Nueva España. En el costado poniente se establecieron varios comercios, los cuales dieron origen al Portal de Mercaderes.

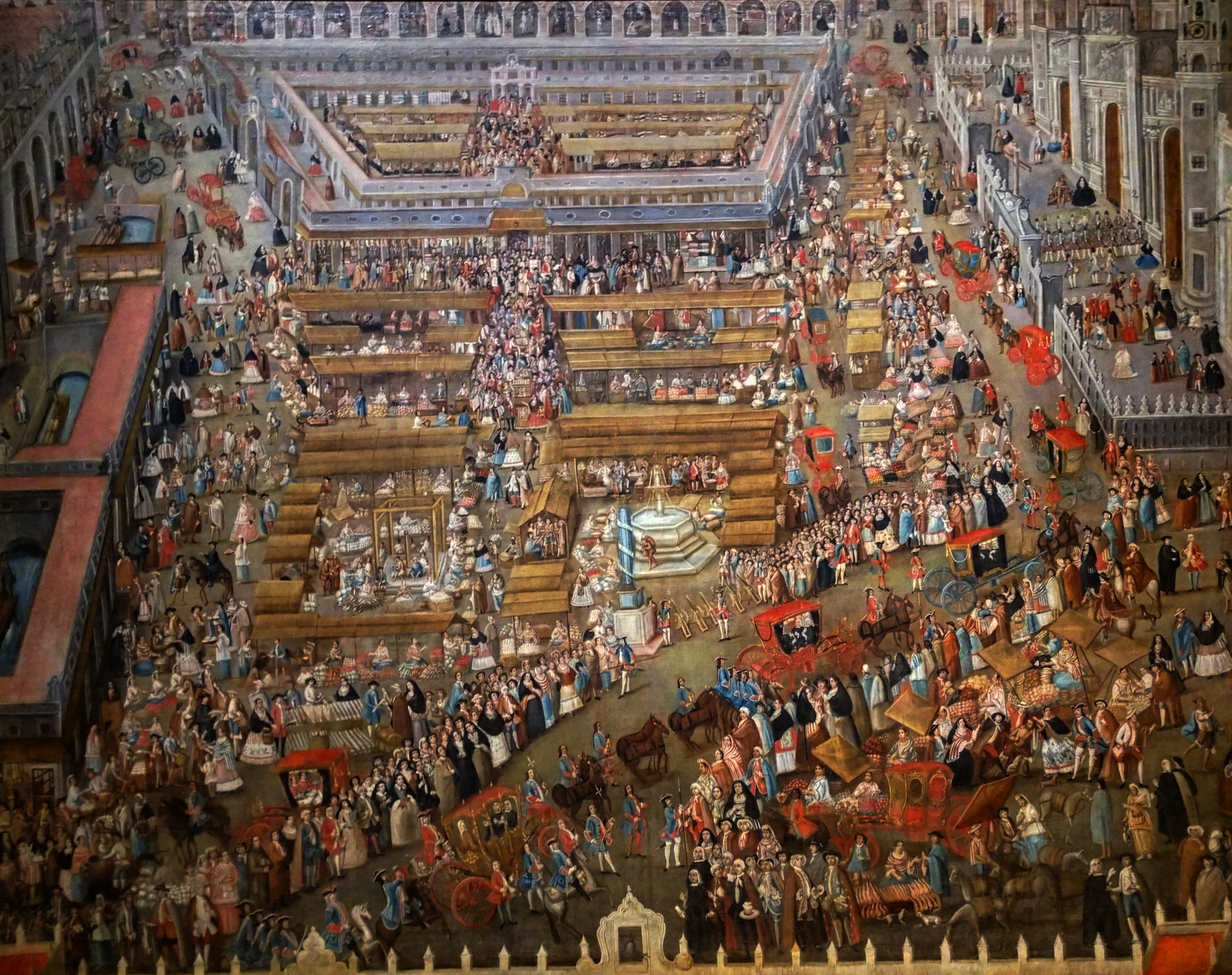
Plaza Mayor de la Ciudad de México por Diego García Conde, 1765.

Durante los primeros tiempos coloniales, la plaza estuvo circundada al norte por la nueva iglesia, y al este por el nuevo palacio de Cortés, construido sobre y con las ruinas del palacio de Moctezuma. En el lado oeste de la plaza, fueron construidos los Portales de Mercaderes, al sur de Cortés, otro palacio, el Palacio del Marqués del Valle de Oaxaca. En el lado sur se hizo el Portal de las Flores. Al lado de este portal fue dispuesto el Palacio del Ayuntamiento, sede del gobierno de la ciudad desde entonces. Ambos estaban detrás de la Acequia Real de la Ciudad de México.
Las inundaciones siempre fueron un problema para la plaza y la ciudad en general. Una de las más graves fue durante la Inundación de 1629 llegando las aguas hasta dos metros de altura, destruyendo muchos de los comercios ubicados allí y que requirieron ser reconstruidos.
Después de iniciada la construcción de la nueva catedral en 1576, la fisonomía de la plaza cambió. La antigua iglesia estaba dirigida hacia al oriente y no a la propia Plaza. La nueva catedral, concluida hacia 1657 y de tres naves, alzaba hacia el sur sobre la plaza y que dan al área una orientación norte-sur, que existe hasta nuestros días.
En gran parte del siglo XVII, la plaza se llenó de comerciantes. Después de que una turba incendió el palacio virreinal en el motín de 1692, la plaza se despejó por completo para dar paso al Mercado del Parián, un conjunto de tiendas ubicadas en la esquina suroeste de la plaza utilizados para el almacén y venta de productos traídos por los galeones de Europa y Asia. Este fue inaugurado en 1703.
Sin embargo, esto no impidió que el resto de la Plaza se llenara de nuevo con puestos improvisados como el grupo conocido como "San José", ubicado al lado de la misma Parián. Esto hizo que el historiador Francisco Sedano comentara que era fea y antiestética, además de difícil de caminar por su pavimento irregular de barro en la temporada de lluvias, los perros agresivos de la calle, montones de basura por los comercios y excrementos humanos, entre otros desperdicios.

### Reformas de 1790

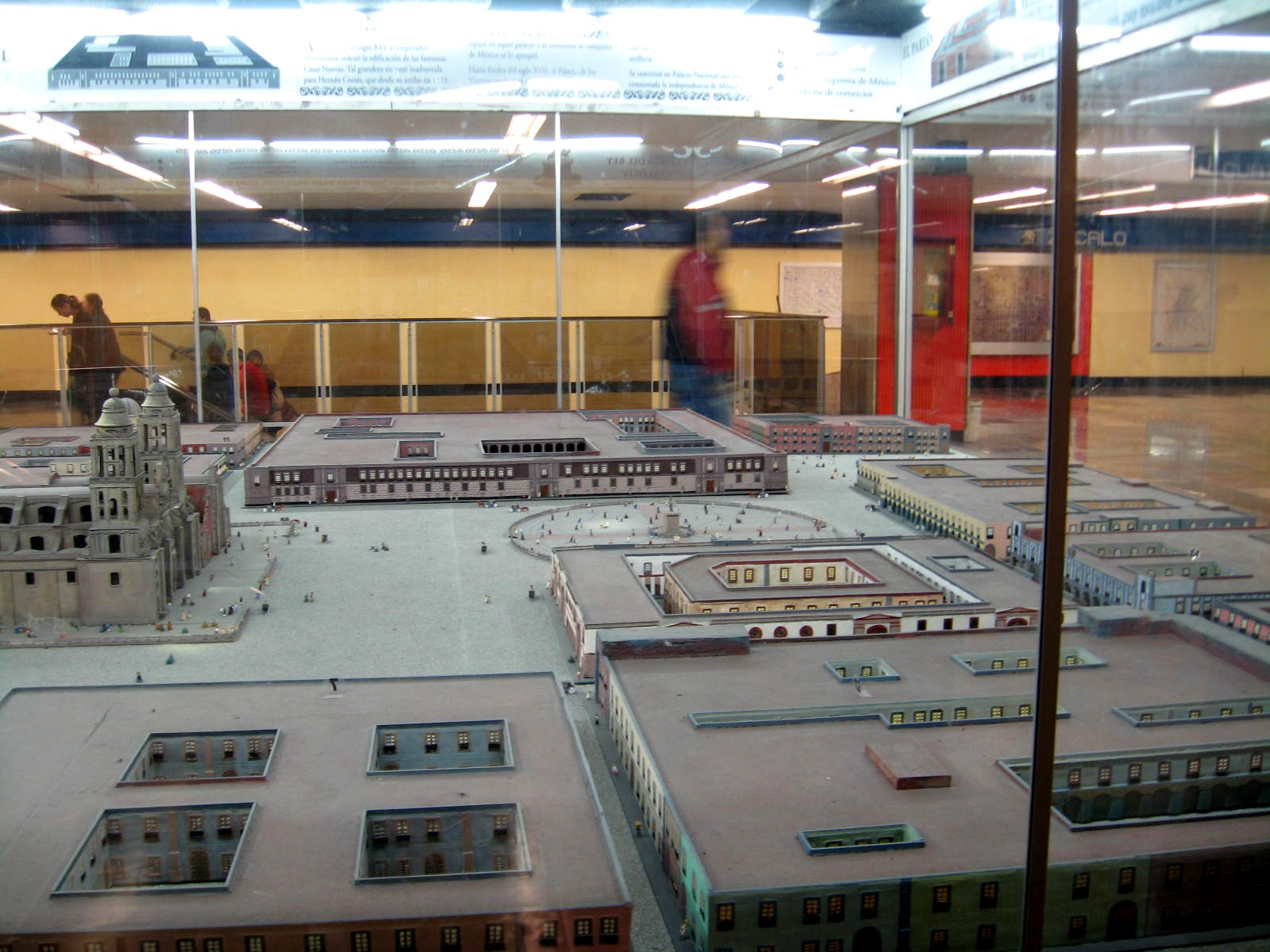
Maqueta de la Ciudad de México, del Zócalo y la Estatua ecuestre de Carlos IV junto a El Parián, de 1796 a 1803.

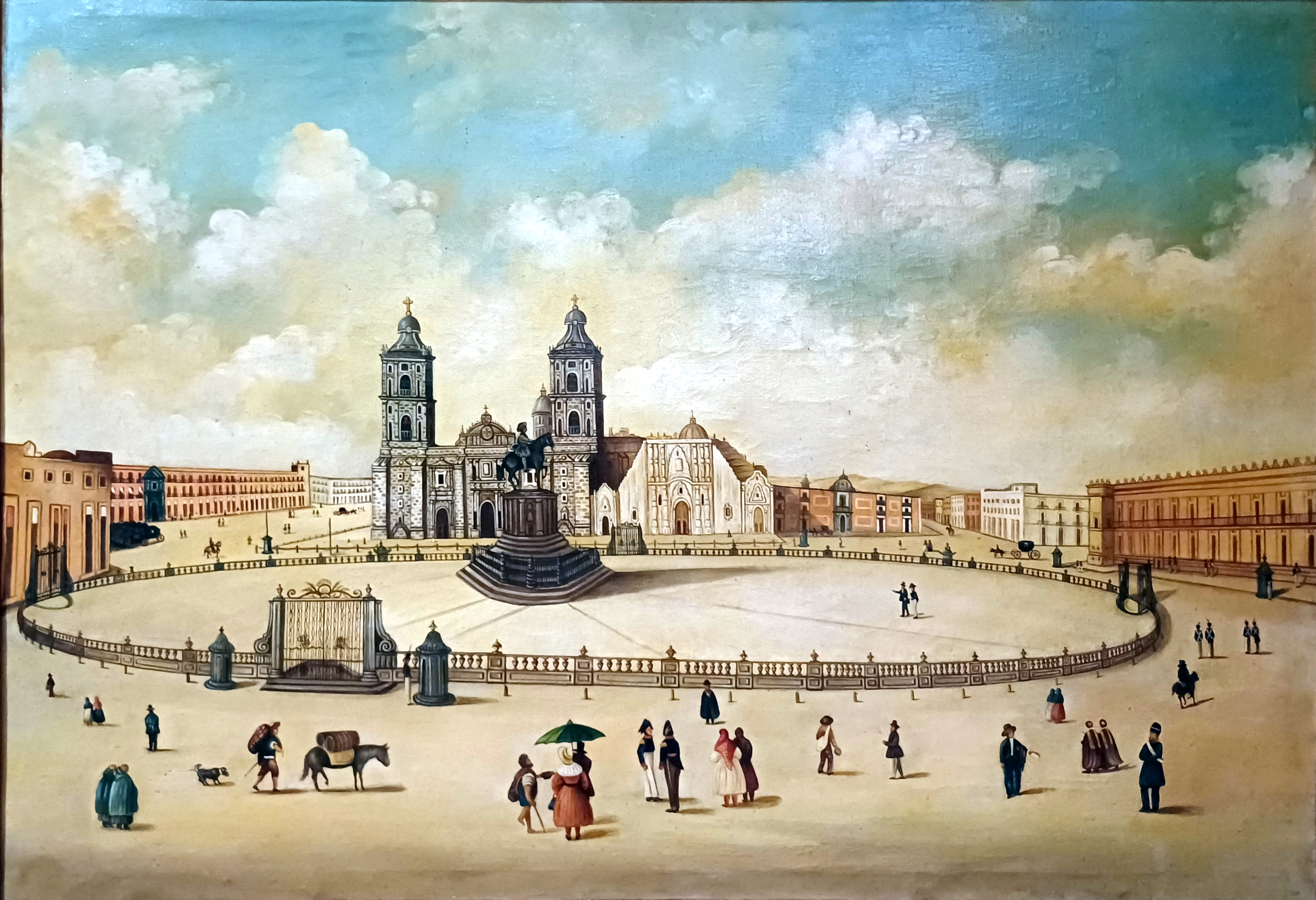
Aspecto de la Plaza Mayor al concluirse en 1803, las obras iniciadas en 1790. Se observa la Estatua ecuestre de Carlos IV, teniendo de frente el Palacio Virreinal, detrás El Parián, y a su costado la Catedral.

Con la llegada del nuevo virrey Juan Vicente de Güemes, Conde de Revilla Gigedo, y por la proclamación de Carlos IV en diciembre de 1789, se realizaron reformas en toda la plaza: la repavimentación y renivelación del espacio y la Acequia Real fue cubierta con bloques de piedra; también se instaló una fuente en cada esquina. Durante estos trabajos fueron halladas la Piedra del Sol y una escultura de la diosa Coatlicue. La piedra fue puesta en exhibición en el lado oeste de la Catedral, donde permaneció hasta 1890, cuando fue trasladada al antiguo Museo Arqueológico de la calle Moneda. Los antiguos comerciantes de la plaza se trasladaron a un nuevo edificio llamado el Mercado de Volador, ubicado al sureste de la plaza, donde se encuentra actualmente la Suprema Corte de Justicia de la Nación.
La plaza se convirtió en un espacio público con 64 lámparas; la Catedral fue separada de la plaza con un conjunto de pilares unidos por cadenas, fueron colocadas 124 bancas de piedra y se delimitó el perímetro con postes de hierro unidos por una cadena del mismo material. La característica principal de la plaza fue la colocación de una estatua ecuestre de Carlos IV realizada por Manuel Tolsá, que se inauguró en diciembre de 1803; esta se colocó en la esquina sudeste en una base de madera dorada. Sin embargo, cuando el monumento fue terminado por completo, la base de madera fue sustituida por una ovalada de piedra; la glorieta en torno a ella, de forma ovalada también, media 113 m por 95.5 m, con su balaustrada propia y fuentes en las esquinas creado por José del Mazo.
Este fue el telón de fondo, cuando el virrey Félix María Calleja, otras autoridades y el pueblo reunido juraron lealtad a la Constitución de Cádiz, y la lealtad a la Corona española el 22 de mayo de 1813 en respuesta al inicio de la posterior Independencia de México. Este evento también resultó en el cambio de nombre de la plaza como «Plaza de la Constitución». Los últimos cambios a la plaza antes de la independencia fueron realizados por Manuel Tolsá al colocar la Cruz de Mañozca en la esquina sureste y colocar otra cruz, similar, al noroeste. Ambos se establecieron en un pedestal neoclásico de piedra.

### México independiente

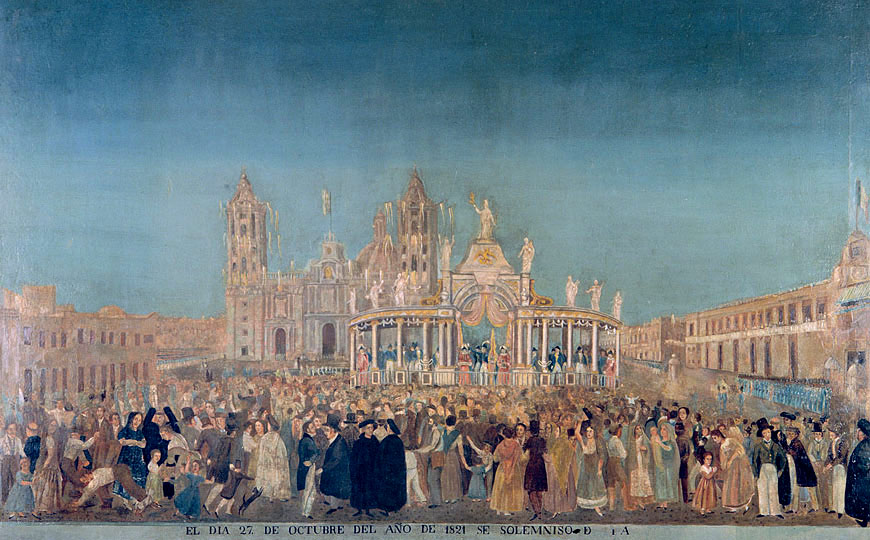
Entrada del Ejército Trigarante a la plaza el 27 de septiembre de 1821.

El 27 de septiembre de 1821, la división de Vicente Filisola salió de Chapultepec para reunirse con el grueso de las tropas del Ejército Trigarante en Tacuba. A las diez de la mañana, el jefe máximo encabezó el desfile de entrada a la capital, avanzando por el Paseo Nuevo hasta la avenida Corpus Christi, en donde se detuvo en la esquina del convento de San Francisco bajo un arco triunfal. El alcalde decano José Ignacio Ormachea le entregó las llaves de la ciudad. Desfilaron 16 134 efectivos, de los cuales 7416 eran infantes, 7955 dragones de caballería, y 763 artilleros, quienes transportaban 68 cañones de diferentes calibres. Entre sus principales oficiales se encontraban Agustín de Iturbide, Vicente Guerrero, Domingo Estanislao de Luaces, Pedro Celestino Negrete, Melchor Álvarez, Epitacio Sánchez, José Morán, Nicolás Bravo, Anastasio Bustamante, José Joaquín Parrés, José Antonio de Echávarri, José Joaquín de Herrera, Luis Quintanar, Miguel Barragán, Vicente Filisola, José Antonio Andrade, Felipe de la Garza, Manuel de Iruela, Antonio López de Santa Anna, Gaspar López, Mariano Laris, y Juan Zenón Fernández. Una vez terminado el desfile, en la Catedral de México se celebró una misa en la cual se entonó el Te Deum, después Iturbide dirigió un discurso a la población. Este acto simbólico en la Plaza dio por concluida la guerra de independencia.

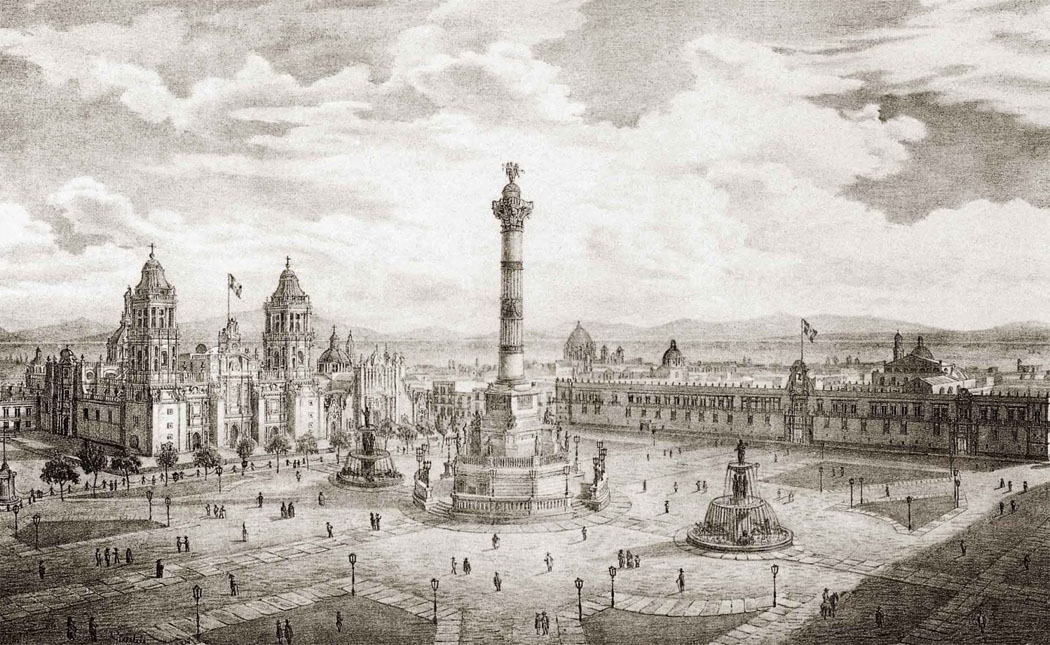
Ilustración del proyecto de Lorenzo de la Hidalga para la Plaza de la Constitución en 1843.

Tras la Independencia, el monumento a Carlos IV fue desmontado y retirado de la Plaza, fue trasladado al claustro de la Universidad, cercano a la Plaza del Volador; esto la dejó al desnudo, a diferencia de la Plaza del Parián. El 4 y 5 de diciembre de 1826, Lorenzo de Zavala y el general José María Lobato dirigieron un grupo de soldados, artesanos y "pelados" atacando a los Parián. Robaron y quemaron al grito de "¡Muerte a los gachupines!" "¡Viva Lobato y aquellos con furia!"; un grupo de comerciantes murieron y la mayoría de los negocios fueron arrasados.
Para el año de 1842, Antonio López de Santa Anna, entonces presidente provisional, expide un bando mediante el cual se ordena la demolición del Mercado Parían, entre otras razones por considerar que:

«...la deformidad del edificio llamado Parián, situado en la plaza principal de esta capital, que tanto por su ninguna arquitectura, cuanto por su mal calculada posición, impide y afea del todo la belleza y sorprendente vista que debe presentar dicha plaza principal...»"

Esto dejó al descubierto la Plaza de nuevo, a excepción de algunos fresnos y jardines de flores que fueron plantados y están protegidos por las fronteras de piedra. Santa Anna quería construir un monumento a la Independencia de México en el centro de la Plaza, pero debido a la inestabilidad del país, el proyecto encargado a Lorenzo de Hidalga solo concluyó la base (zócalo), que se quedó allí durante décadas y esto entregó a la plaza su nombre común y de uso popular actual. Se mantuvo así hasta 1866, cuando el Paseo (ruta) del Zócalo fue creado en respuesta a la cantidad de personas que utilizaban la plaza para dar paseos. Un jardín con senderos se creó y fuentes fueron colocadas en cada esquina, 72 bancos de hierro se instalaron y la zona estaba iluminada por lámparas de gas de hidrógeno. La base de Santa Anna, sin embargo, no se eliminó.

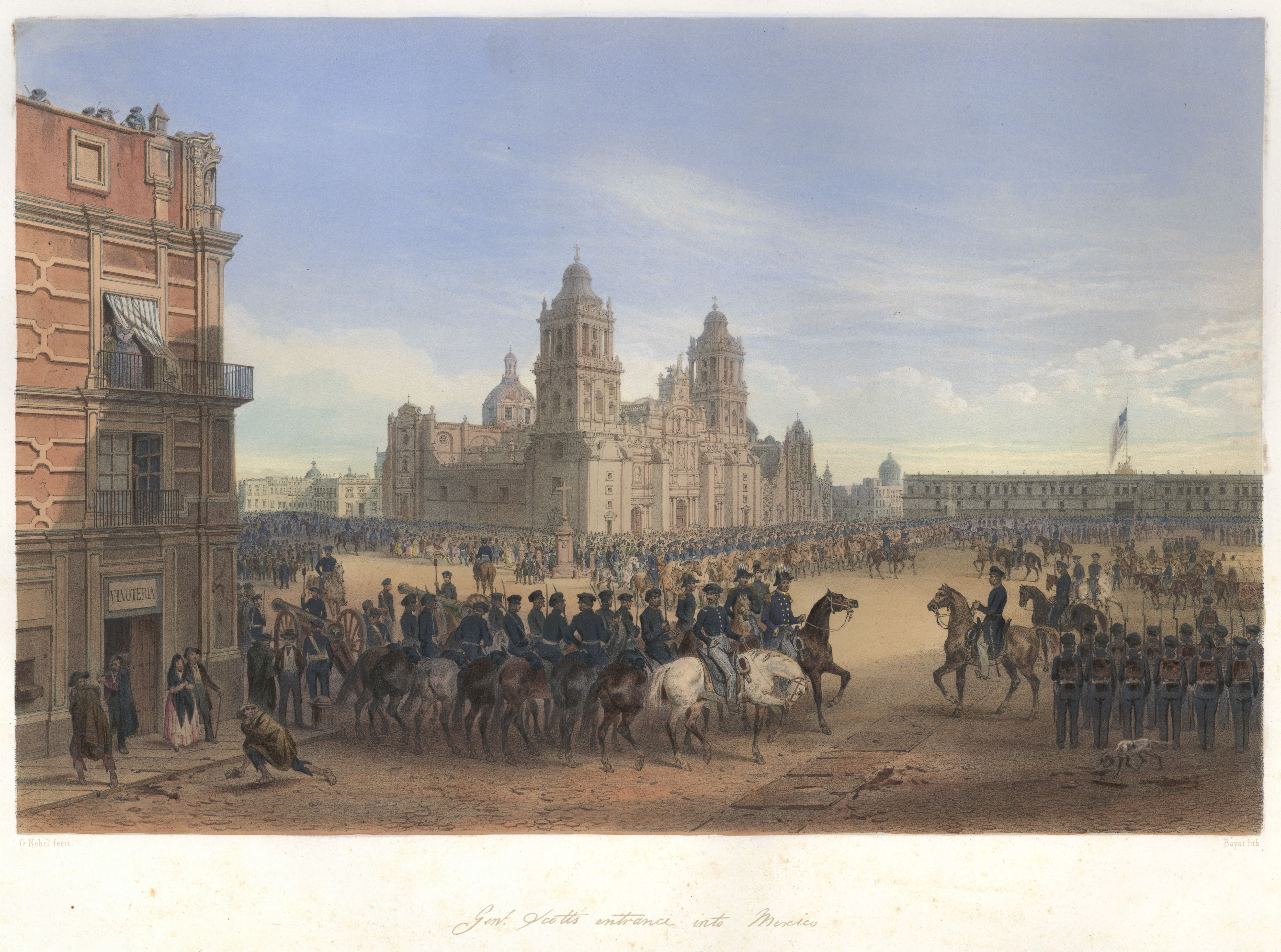
Esta pintura de Carl Nebel ilustra al general estadounidense Winfield Scott entrando a la Plaza de la Constitución con la Catedral Metropolitana al fondo.

El 14 de septiembre de 1847, en el marco de la invasión de Estados Unidos y al término de las batallas de la garita de Belén y la de San Cosme, el ejército estadounidense finalmente se apostó en el Plaza principal de la capital, donde el sargento Benjamin S. Roberts bajó el lábaro mexicano e izó el de las barras y las estrellas. El 16 de septiembre el ejército estadounidense organizó un desfile militar por la Alameda y la calle de Plateros. Muchos de los civiles lanzaron piedras e insultos al ejército invasor.

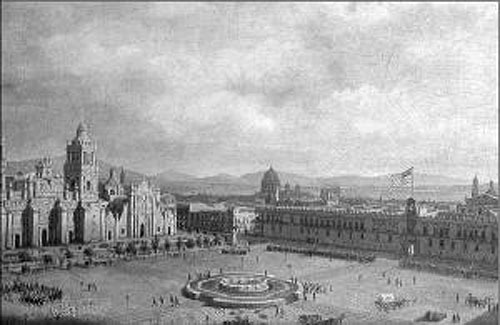
Vista de la plaza en 1847 tras la ocupación estadounidense.

Recién llegado en 1864, el emperador Maximiliano retomó el proyecto del monumento a los Héroes de la Independencia que Santa Anna, había dejado inconcluso y para ello le encargó a Ramón Rodríguez Arangoity la remodelación integral del Zócalo, obra en la que el elemento principal lo constituía la columna monumental del proyecto original del arquitecto De la Hidalga. La columna estaría rodeada con esculturas de los héroes de la Independencia y coronada con una gran figura alada. Maximiliano propuso después como remate un águila imperial, rompiendo una cadena y remontando el vuelo. Ante la ausencia de Maximiliano el 16 de septiembre de 1864, tuvo a bien encargar a la emperatriz Carlota para que en su nombre diera inicio oficial a la construcción del monumento. Ella se dirigió al centro del zócalo, en que se había colocado una vistosa tienda, para colocar la primera piedra del monumento, aunque dicha obra volvería a quedar inconclusa, tras la caída del imperio y el fusilamiento de Maximiliano en 1867.

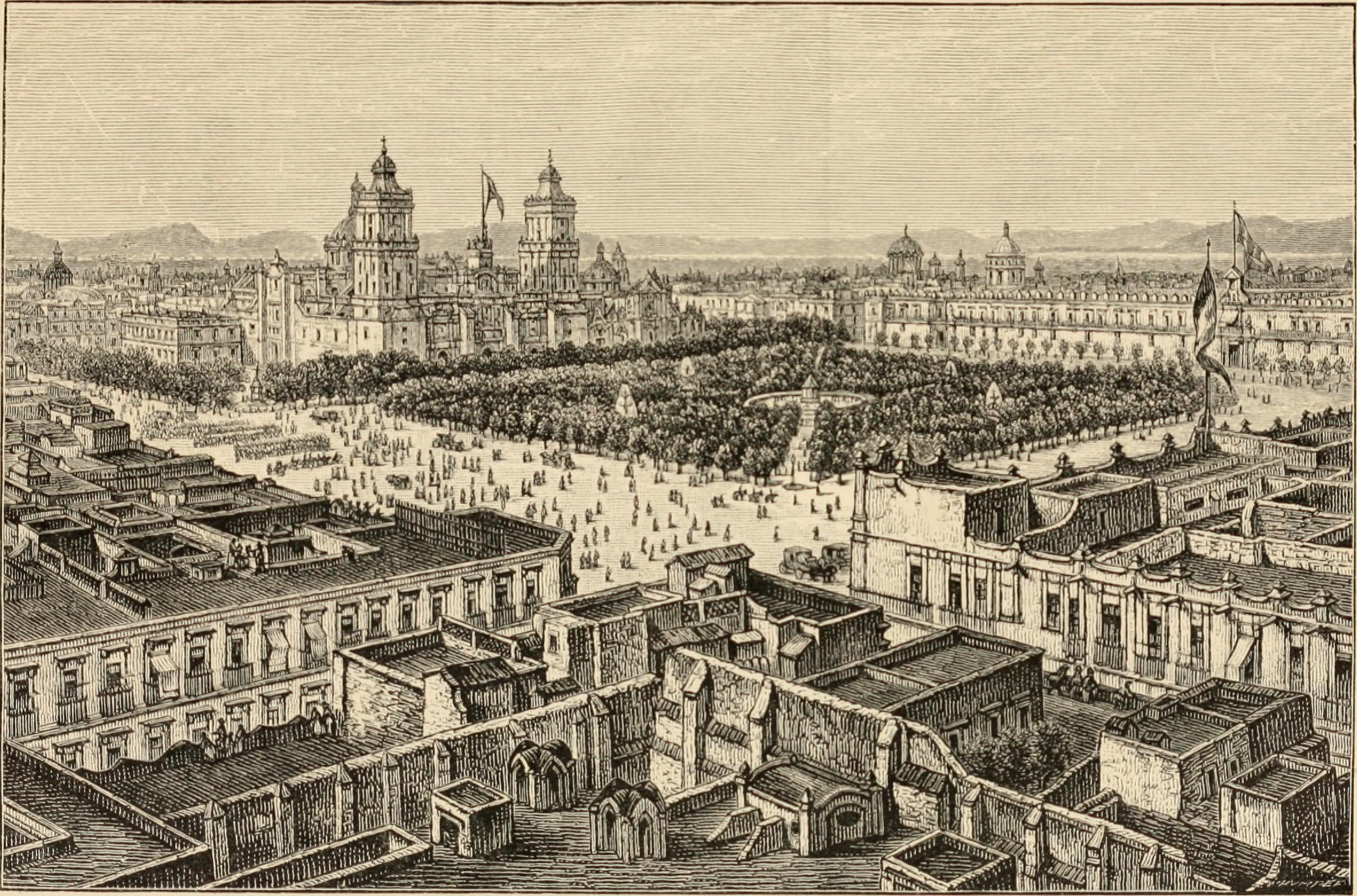
Imagen del Zócalo durante la mayor parte de la segunda mitad del.

En 1875 fueron construidas dos estaciones del tranvía en los límites de la plazuela. En 1878, Antonio Escandón donó un kiosco a la ciudad, en la parte superior de la base de Santa Anna. Estaba iluminado con cuatro candelabros de hierro grande y diseñado similar a uno en el Bois de Boulogne en París; dicha construcción desapareció en el siglo XX. Poco después, la compañía Ferrocarriles del Distrito Federal convirtió parte del Zócalo en una estación de tranvía con taquilla de boletos y un andén. Los tranvías y la iluminación se transformaron a energía eléctrica en 1894, y las calles del Zócalo fueron pavimentadas con asfalto en 1891.
Desde la segunda mitad del siglo XIX hasta principios del siglo XX, el Zócalo volvió a llenarse de puestos de mercado, incluyendo el "Centro Mercantil", que vendía tela, ropa y moda Art Nouveau.

### SigloXX

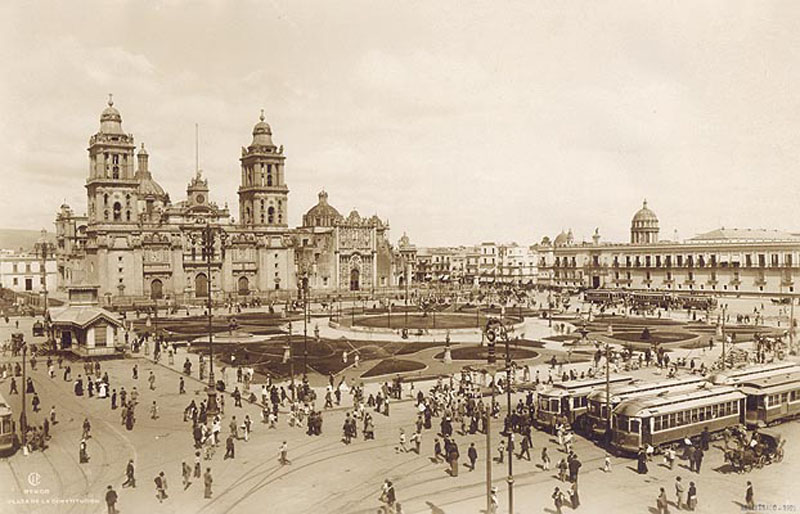
Fotografía parcial del Zócalo, con la Catedral de costado y la estación de tranvía, esto a principios del.

Fuerzas federales en el Zócalo de Ciudad de México durante la Decena Trágica, 19 de febrero de 1913.

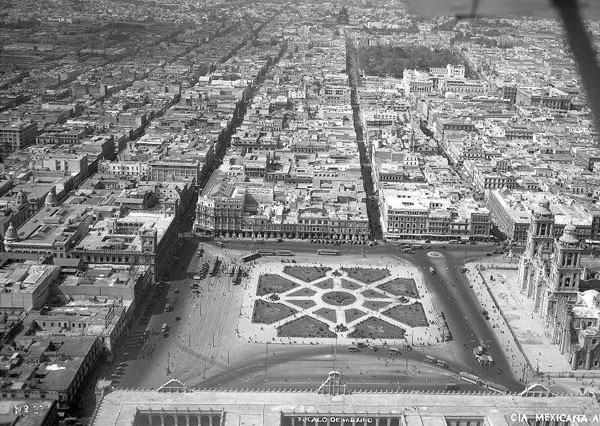
El Zócalo en 1930.

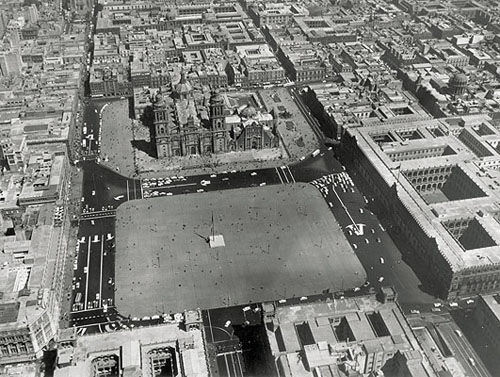
La Plaza de la Constitución en 1958.

En 1910 el Zócalo fue el escenario principal de los festejos del Centenario de la Independencia Mexicana, momento culminante del proceso de embellecimiento que había vivido como plaza principal a lo largo del Porfiriato. Durante la Decena Trágica, en el marco de la Revolución mexicana, el Palacio Nacional fue bombardeado desde un fuerte militar cercano, dañando también al Zócalo, mismo que fue escenario de distintos enfrentamientos en ese periodo.
En 1914, los fresnos plantados en el siglo anterior (que habían crecido considerablemente) fueron sacados, se trazaron senderos nuevos, se delinearon áreas verdes, el espacio del jardín fue creado, el kiosco fue retirado, y fueron plantadas palmeras en cada esquina de la plaza. Esto a raíz de la propuesto del arquitecto Alberto Pani para permitir la visibilidad que diera lucimiento a los edificios que circundan el lugar. Ese mismo año el 6 de diciembre, habría de presenciar la llegada de las tropas villistas y zapatistas que ocuparon el Palacio Nacional.
En 1921 se realizó un nuevo trazado de jardín, incluyendo cuatro fuentes, pero el cambio más significativo fue la instalación en las cuatro esquinas del perímetro los pegasos de bronce, que estaban destinados originalmente para enmarcar la sala principal del entonces inconcluso Palacio de Bellas Artes. Aunque no permanecieron mucho tiempo ahí, ya que fueron retirados en 1934 cuando se inauguró el mencionado recinto cultural y colocados en su explanada.
El 23 de marzo de 1938, de forma espontánea, se reunieron aproximadamente cien mil personas de todas las clases sociales en una enorme manifestación de respaldo a la expropiación petrolera.
En 1958 la plaza adquirió su austero aspecto actual, haciendo un trazo rectangular de una plancha de concreto, donde solamente se conservó el asta de la bandera; las vías del tranvía fueron retiradas y se prohibió el estacionamiento de automóviles. Por primera vez en cuatrocientos años, la plaza adquirió un aspecto despejado. Pocas modificaciones se hicieron posteriormente, casi todas de manera correctiva ante el desnivel de la plancha por las características del subsuelo o las obras del metro, en algunas ocasiones se instalaron pequeños árboles cubiertos con rejas y postes de alumbrado público, todos estos elementos duraron muy poco.
El Zócalo fue el punto de partida del maratón de los Juegos Olímpicos de 1968.
Una de las principales aportaciones del movimiento estudiantil de 1968 (tratado con detalle más adelante), sería el inicio de las masivas protestas y manifestaciones ciudadanas que, desfilando por las principales calles de Ciudad de México, hallaron como punto de reunión final el Zócalo. Si bien es cierto, desde mucho tiempo atrás se presentaban manifestaciones de descontento en la plaza, estas eran básicamente sectoriales, es decir de obreros, campesinos u opositores que normalmente terminaban en represión; ahora el nuevo paradigma marcaba numerosas concentraciones con integrantes más diversos y que en contadas ocasiones (después de 1968) concluyeron en violentos desalojos.
Sindicatos independientes y oficiales, organizaciones campesinas y populares, miembros de partidos políticos opositores tanto de izquierda como de derecha y cierres de campañas presidenciales fueron parte de las constantes manifestaciones en el Zócalo después de 1968. Casi catorce años después, el 19 de junio de 1982, en el marco de las elecciones presidenciales de 1982 y contraviniendo las instrucciones del regente, una multitud encabezada por el candidato del PSUM, Arnoldo Martínez Verdugo, reabrió la plaza ondeando miles de banderas rojas en un Zócalo lleno; siendo esta la primera concentración masiva en la plaza, ajena al oficialismo, desde el movimiento estudiantil.
Ante la tragedia del terremoto del 19 de septiembre de 1985, el Zócalo fue espacio de reunión espontánea, refugio y centro de acopio y distribución de alimentos, ropa y medicinas. Una de las más relevantes concentraciones sería en apoyo al entonces candidato presidencial Cuauhtémoc Cárdenas y sobre las denuncias por un supuesto fraude electoral en las elecciones presidenciales de 1988. El 12 de enero de 1994 un Zócalo lleno detuvo la guerra en Chiapas; en 1997 de forma espontánea celebró el triunfo democrático después de décadas sin gobierno electo en Ciudad de México; y hasta 1999 entró al Zócalo, por primera vez, la Marcha del orgullo gay.
Fue escenario de la celebración por la llegada del año 2000, dónde el Tenor mexicano Fernando de la Mora dio la bienvenida al cambio de milenio cantando las mañanitas, acompañado con la música de 200 mariachis justo debajo del asta bandera.

#### Movimiento estudiantil de 1968

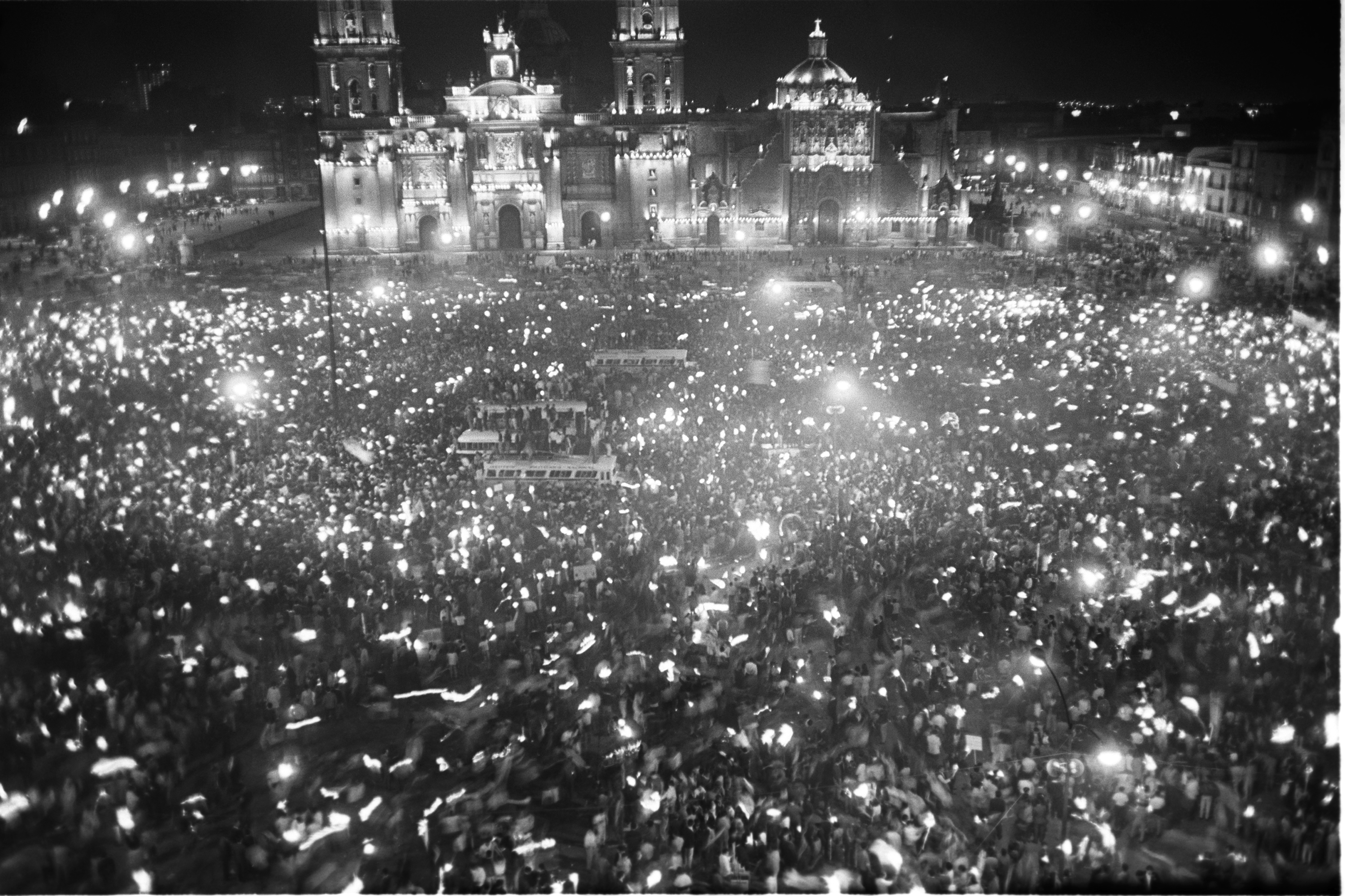
Estudiantes ocupando el Zócalo en 1968.

Durante el movimiento estudiantil de 1968 el Zócalo fue sitio de manifestaciones multitudinarias convocadas por vez primera en muchas décadas por un movimiento social opositor al gobierno. El 13 de agosto de 1968 ocurrió la primera, que convocó a entre 250 y 300 mil personas. La multitud coreaba durante ese hecho para que el entonces presidente Gustavo Diaz Ordaz saliera al balcón a un diálogo público.

SAL AL BALCÓN, HOCICÓN - SAL AL BALCÓN, HOCICÓN - SAL AL BALCÓN, HOCICÓN - SAL AL BALCÓN, BOCÓN
Consigna que coreaba la multitud el 13 de septiembre de 1968, citada en Poniatowska, Elena. La noche de Tlatelolco.

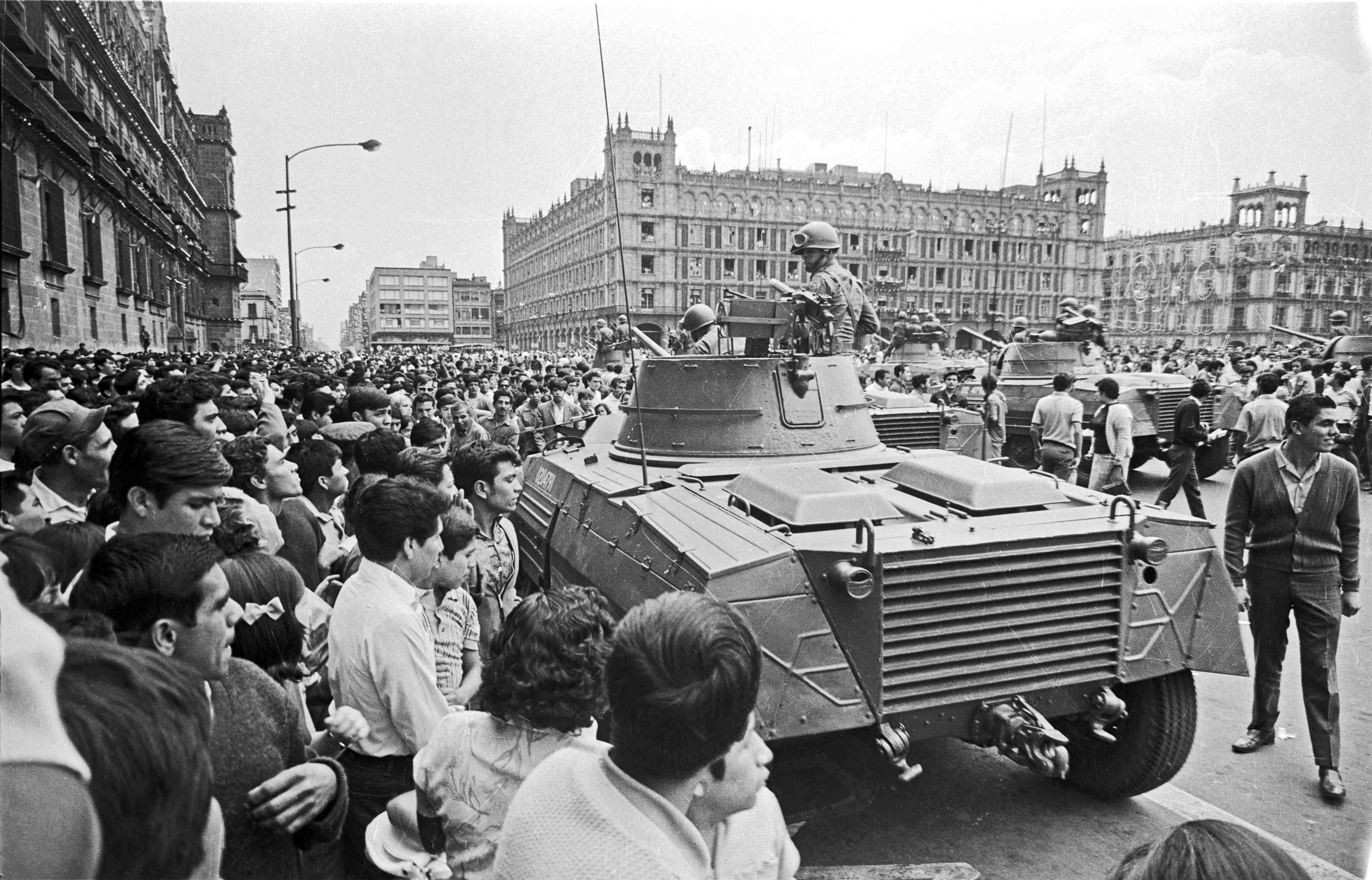
Vehículos blindados del ejército mexicano en el Zócalo durante las protestas estudiantiles de 1968.

Pero fue el 27 de septiembre, al cumplirse un mes del movimiento, cuando se concentró una mayor cantidad de personas, cerca de 400 mil. A las cinco de la tarde la marcha salió del Museo de Antropología hacia la plaza, en donde ya había 15 mil personas esperando. A las 18:50 los estudiantes subieron hasta el campanario de la Catedral Metropolitana con el permiso del sacerdote Jesús López y repicaron las campanas. A las 19:20 un grupo más de manifestantes bajaron la bandera nacional de México del asta bandera y en su lugar izaron una bandera rojinegra de huelga, lo cual fue considerado por el gobierno como una provocación. El líder estudiantil Sócrates Campos Lemus dijo a la multitud que, debido a que el gobierno no había dado respuesta a un diálogo público convocado por el movimiento días antes, brigadas estudiantiles permanecerían en el Zócalo. Luego de cantar el Himno Nacional, los estudiantes comenzaron a colocar casas de campaña y a encender antorchas. Para las 1:20 horas del 28 de septiembre luego de un exhorto, el ejército arribó hasta el Zócalo con los batallones 43.º y el 44.º de Infantería y el 1.º de Fusileros Paracaidistas, así como 12 carros blindados de guardias presidenciales y 200 patrullas de la policía del DF. Durante la noche fue izada otra bandera rojinegra distinta a la que habían colocado los estudiantes. En las primeras horas de la mañana, el gobierno convocó a un "acto de desagravio a la bandera", en el que participaron decenas de servidores públicos, algunos de los cuales gritaron "no vamos, nos llevan". A las 13:25 funcionarios del Departamento del Distrito Federal arriaron la bandera rojinegra y en su lugar colocaron la bandera mexicana. El mecanismo que permitía izarla falló, por lo que quedó a media asta y fue necesario que un camión de bomberos completara la acción rodeado por policías del Cuerpo de Granaderos. Luego de una última advertencia, iniciaron los enfrentamientos entre manifestantes y militares, quienes mostraban bayonetas en sus fusiles para la acción. Cerca de las cuatro de la tarde lograron dispersar a casi todos los manifestantes extendiéndose la persecución y los enfrentamientos hacia las calles aledañas, contando 35 heridos por las refriegas. A las 22:57 horas, el Ejército tuvo el control completo de la plaza.

### SigloXXI

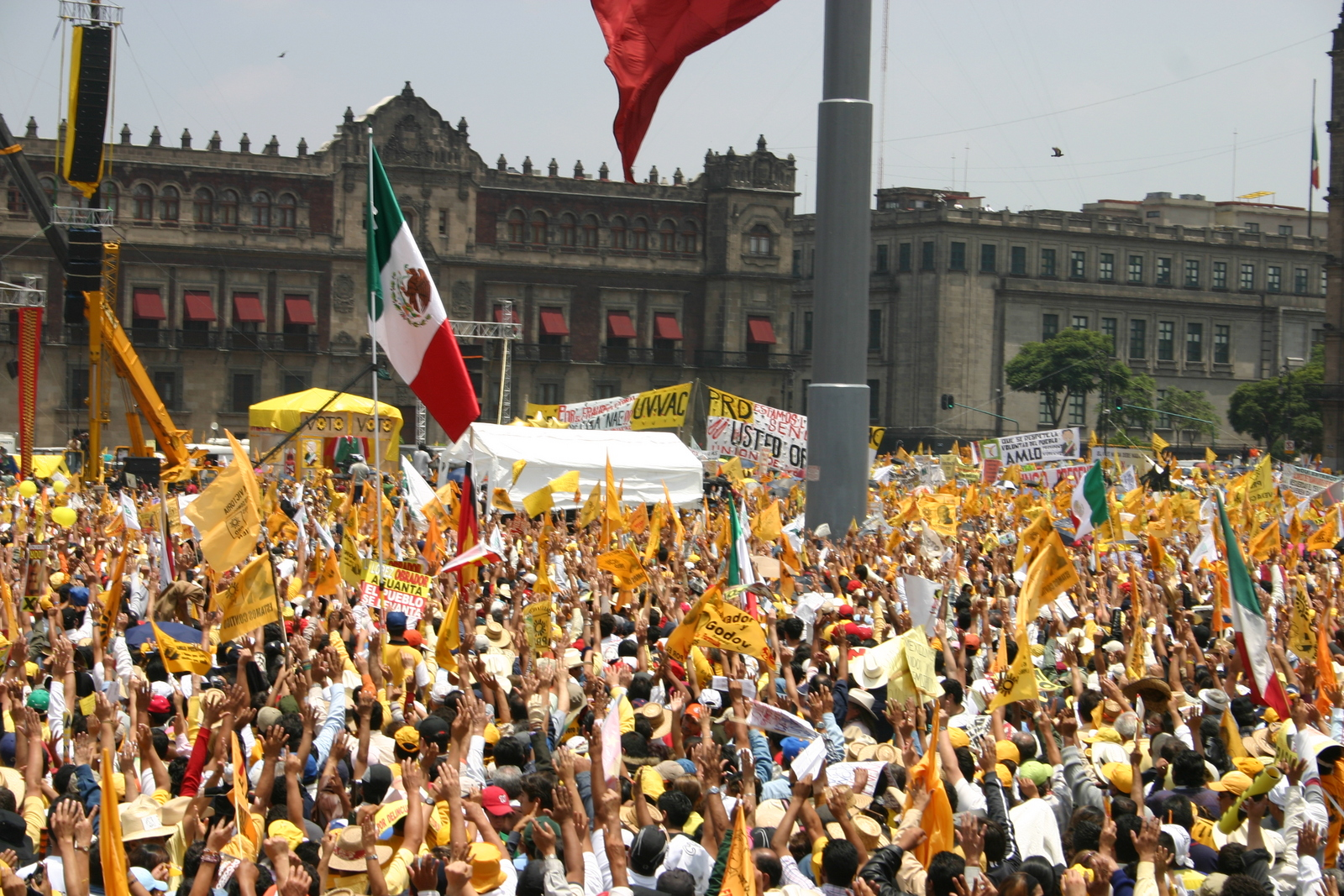
Concentración masiva de denuncia por irregularidades en el proceso electoral de 2006.

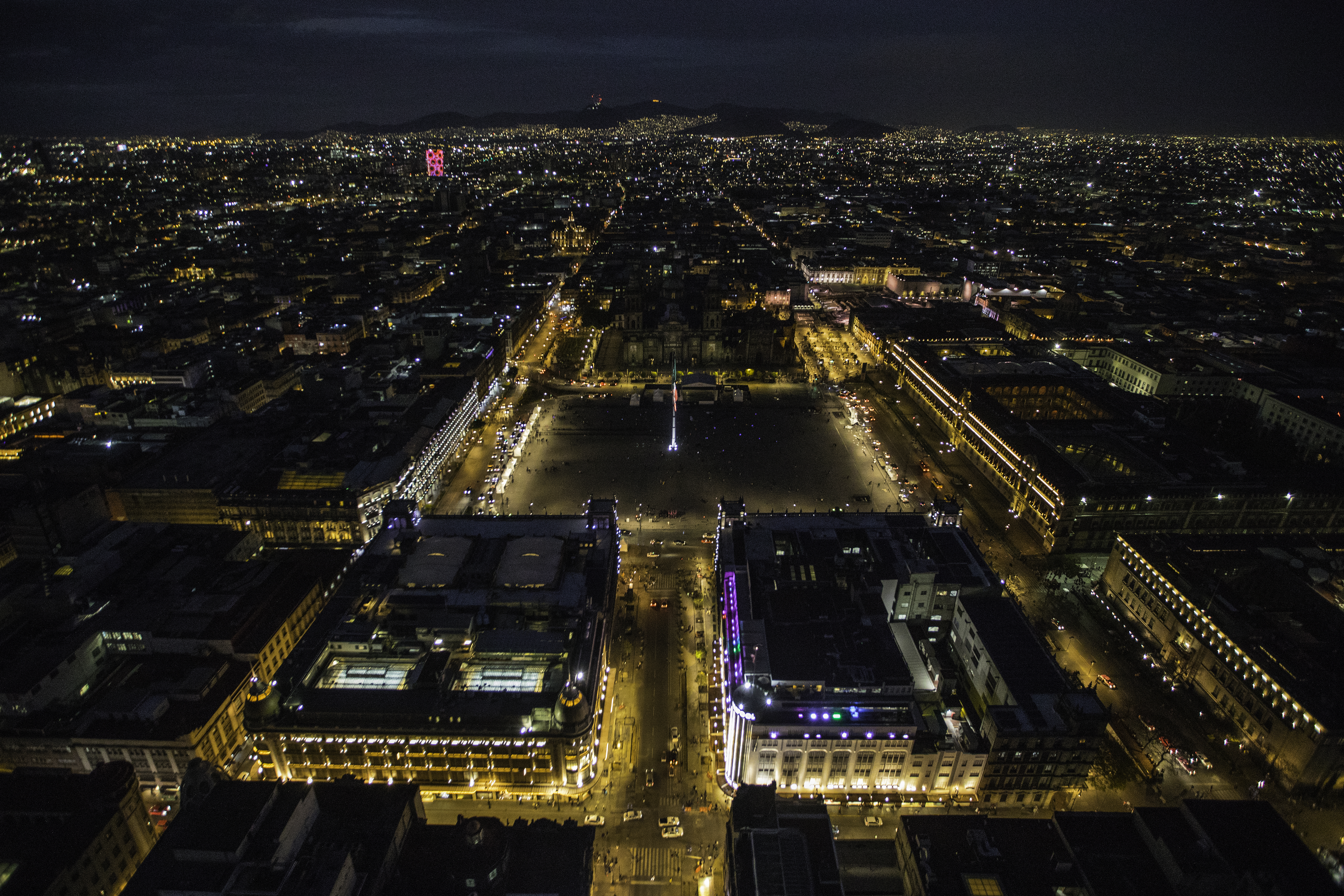
Vista aérea nocturna de la plaza.

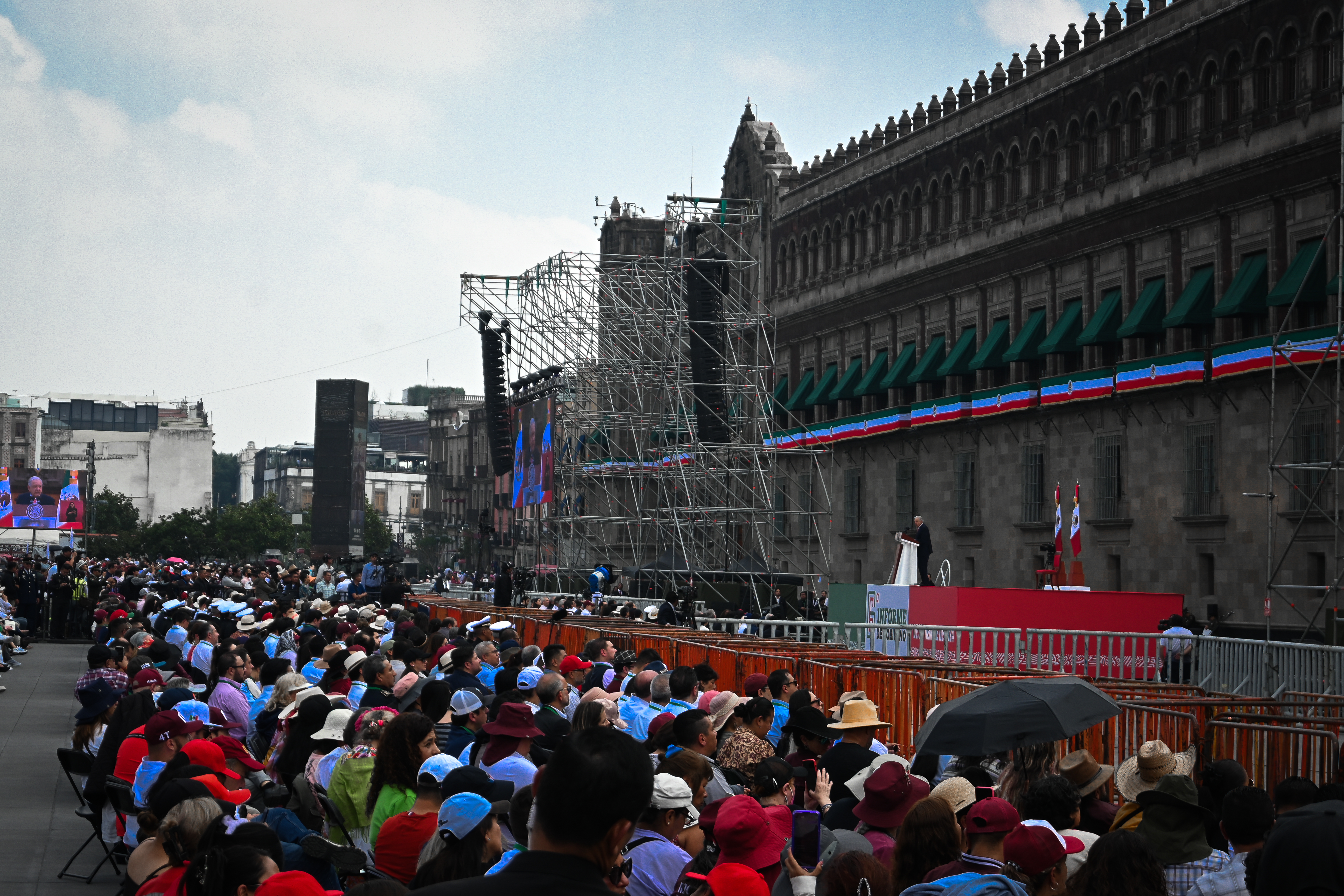
6.º Informe del presidente López Obrador en el Zócalo de la Ciudad de México.

En el marco de la serie de eventos que antecedieron las elecciones presidenciales de 2006 y la crisis política derivada de las acusaciones de posible fraude electoral, el Zócalo fue el asiduo centro de reunión de los simpatizantes del Jefe de Gobierno de Ciudad de México y posterior candidato presidencial Andrés Manuel López Obrador. Las concentraciones acontecidas con motivo del respaldo a este personaje en el periodo 2005-2006 estuvieron precedidas por varias de las marchas más multitudinarias de la historia de México. Las más sobresalientes fueron la denominada marcha del silencio el 24 de abril de 2005, que protestó en rechazo al proceso de desafuero iniciado contra López Obrador, las manifestaciones de denuncia ante un posible fraude electoral, que se sucedieron en los meses de julio, agosto y septiembre, las cuales terminaron con el denominado plantón de Paseo de la Reforma a partir del 30 de julio, y en el que el zócalo fue la base de los organizadores de la manifestación, permaneciendo tomada la plaza hasta el 15 de septiembre. También sería el punto de reunión para la conformación de la llamada Convención Nacional Democrática y el Gobierno Legítimo. 
Su uso por parte de los simpatizantes de Andrés Manuel López Obrador se ha extendido a lo largo de los últimos años, como lo fue para las concentraciones que protestaron contra la reforma energética de 2008, que convocaron a la creación del Movimiento de Regeneración Nacional en 2011, para los actos de cierre de campaña de 2012, así como para las celebraciones y discursos con motivo de su triunfo en las elecciones presidenciales del 1 de julio de 2018, y su toma de posesión el 1 de diciembre del mismo año. Durante su sexenio mantuvo la dinámica de usar el Zócalo para sus concentraciones populares, destacando las que realizaba cada año con motivo de los aniversarios de su victoria electoral y de su asunción presidencial, y su sexto informe de gobierno.
En los últimos años, más allá de los organizadores o posturas de pensamiento planteadas, las marchas ciudadanas han rebasado intereses políticos; las más representativas fueron la Marcha blanca del 27 de junio de 2004 en rechazo a la inseguridad vivida en la ciudad y el país; la denominada marcha iluminemos México del 30 de agosto de 2008 que protestó por los altos índices violencia y criminalidad que se extendían por el país a raíz de la guerra contra el narcotráfico. Otras destacadas han sido las manifestaciones por la paz con justicia y dignidad del 8 de mayo de 2011; contra la candidatura presidencial de Enrique Peña Nieto impulsada por el movimiento Soy132 el 23 de mayo de 2012; las movilizaciones por la desaparición forzada de Ayotzinapa en diciembre de 2014; y el plantón de la CNTE contra la reforma educativa en 2013. Entre 17 y 18 de septiembre de 2013, ocupó el espacio para un gran centro de acopio por el huracán Manuel.
En 2010, una réplica de la Ángel de la Independencia fue llevada al Zócalo por las fiestas del Bicentenario de la Independencia Mexicana y el Centenario de la Revolución Mexicana. A partir de ahí se convirtió en el principal escenario de los festejos que iniciaron el 15 de septiembre. Cerca de las 22:00 h arribo el Desfile del Bicentenario al Zócalo, y cerca de las 22:30 h se realizó la presentación de la coreografía masiva “México Unido”, los espectáculos de El Árbol de la Vida, El Coloso, Vuela México y el Concierto de Flamas en el Palacio Nacional. Alrededor de las 23:00 h se llevó a cabo el tradicional Grito de Independencia, por parte del presidente Felipe Calderón Hinojosa. Acto seguido de juegos pirotécnicos en el Zócalo y un juego de luces en la Catedral Metropolitana de la Ciudad de México.
El 29 de marzo de 2017 se iniciaron trabajos de remodelación en la plancha de la plaza, la primera a gran escala que se realiza desde la década de 1960; la plaza fue ampliada en un 10 % y mejorada para favorecer al peatón, así como el montaje seguro, que no dañe la plancha, de estructuras para distintos eventos. La obra se llevó a cabo del 29 de marzo al 26 de agosto, se agregaron 2000 m² a la superficie total, un carril vehicular se eliminó, se habilitaron ocho cruceros seguros con mayor flujo peatonal, se colocó concreto hidráulico arquitectónico en placas de dos por dos metros para una vista tipo mosaico, se instaló un sistema de anclaje con puntos de izaje específicos y discretos para cuidar la imagen del sitio y evitar futuros daños por montaje de escenarios o carpas, personal del Instituto Nacional de Antropología e Historia acompañó cada labor para avalar la protección del patrimonio histórico, al inicio se realizaron cinco calas (excavaciones de 50 centímetros) junto con trabajadores del INAH para asegurar que no se causaran afectaciones al patrimonio. Durante dichas obras fueron excavadas y consolidados los restos del zócalo original de Lorenzo de la Hidalga de 1842. De manera conmemorativa, el perímetro del mismo fue remarcado en la plaza con un anillo de acero que consigna su existencia.
En el año 2021 fue centro de las conmemoraciones y celebraciones iniciadas por el gobierno de Andrés Manuel López Obrador, con motivo de los 500 años del Sitio de Tenochtitlan, y denominada 500 años de resistencia indígena, así como el bicentenario de la consumación de la independencia. La primera incluyó un acto ceremonial de diversos grupos indígenas al pie de una réplica del Templo Mayor. La segunda, que contó con la presencia de representantes del extranjero, consistió en una representación del proceso histórico comprendido entre la caída del Imperio Mexica y la firma del Acta de Independencia del Imperio Mexicano, haciendo énfasis en el lapso previo al final de la lucha armada con los acuerdos y combates finales encabezados por Agustín de Iturbide y Vicente Guerrero; después un conjunto de danzas folclóricas y música típica dio paso al tradicional despliegue de fuegos artificiales; todo lo anterior acompañado de proyecciones sobre escenarios montados, incluida la réplica arqueológica mencionada con anterioridad.
El 14 de enero del 2024, durante el periodo del jefe de Gobierno Martí Batres, se determina como peatonal la calle Plaza de la Constitución en la Gaceta Oficial de la Ciudad de México. El 12 de mayo del mismo año, se inaugura con una caminata por los 19 mil 400 m cuadrados intervenidos. Las calles que quedan cerradas al tránsito de vehículos motorizados son 20 de Noviembre, 5 de Febrero y José María Pino Suárez.

## Celebraciones y concentraciones masivas

### Ceremonia del Grito de Dolores

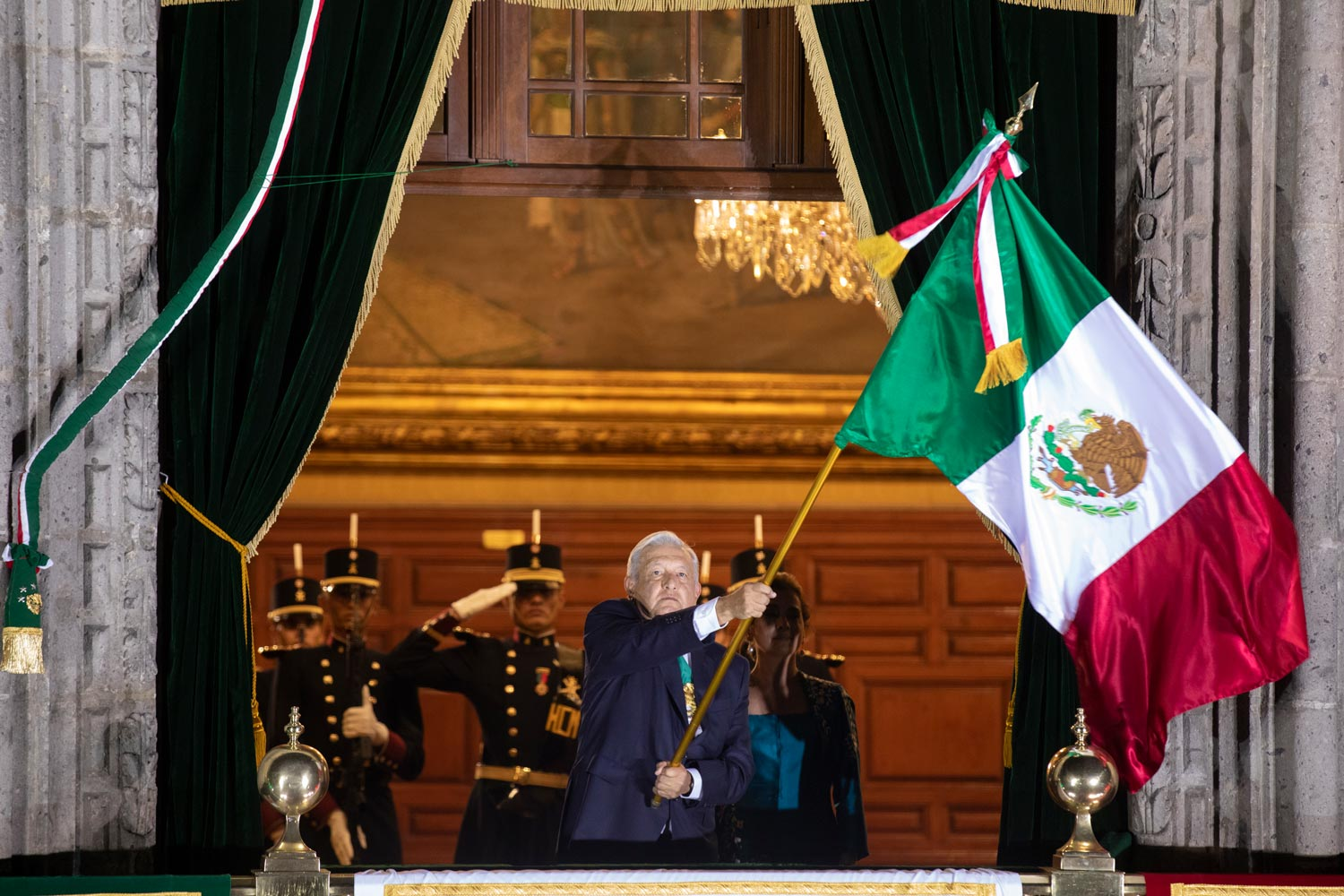
Andrés Manuel López Obrador dando el grito en el balcón principal de Palacio Nacional, en la Ciudad de México la noche del 15 de septiembre de 2021.

En el año de 1845, el presidente Antonio López de Santa Anna instauró oficialmente la Ceremonia del Grito para recordar al cura Miguel Hidalgo y a los héroes que lucharon por la independencia. Estableciendo que se realizara esta cada 15 de septiembre a las 23:00 horas. También es importante mencionar que aunque El Grito de Independencia tuvo lugar hasta la madrugada del 16 de septiembre, y como lo describe Artemio del Valle Arizpe en su libro El Palacio Nacional de México, Santa Anna estableció que la conmemoración tuviera lugar la noche del 15 de septiembre «para evitar la fatiga de despertarse a horas tempranas para festejar el acontecimiento».

### Desfile cívico militar del 16 de septiembre
El 27 de septiembre de 1821, el Ejército Trigarante, con Agustín de Iturbide a la cabeza, entró a la Ciudad de México y con esto la justa independentista llegó a su fin. Este episodio dio origen al desfile militar con el que se conmemoran las fiestas patrias. La ruta del desfile – por Paseo de la Reforma hasta Palacio Nacional – fue la que siguió el mencionado ejército cuando entró a la capital del país.

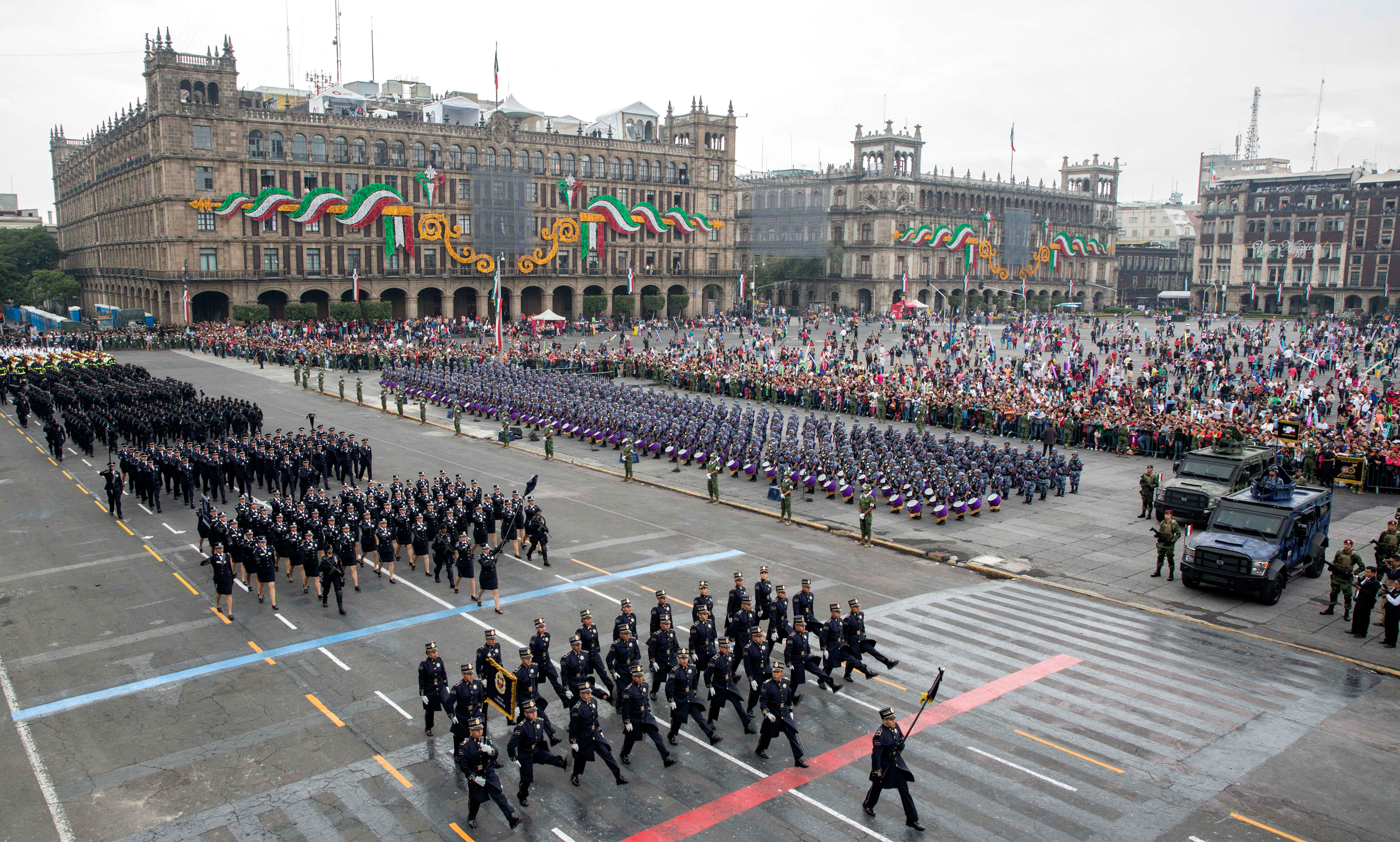
Desfile militar del 16 de septiembre de 2015 en el Zócalo.

En 1825 fue la primera ocasión en que el 16 de septiembre tomó forma de fiesta nacional. Las autoridades de Ciudad de México publicaron un bando en el que se pidió a los ciudadanos iluminar sus casas, ventanas y balcones con cortinas, flámulas y gallardetes. El presidente de la República, Guadalupe Victoria, recibió felicitaciones de diplomáticos y corporaciones eclesiásticas y civiles. Después se efectuó un desfile que llegó a Palacio Nacional.
En 1915, Venustiano Carranza creó el Arma de Aviación Militar, esta arma desfiló por primera vez en una parada militar el 16 de septiembre de 1917, y es el antecedente histórico de la participación de la Fuerza Aérea Mexicana en los desfiles militares.
Álvaro Obregón festejó el 16 de septiembre con una ceremonia en el campo militar de Balbuena, cambió el desfile militar para el 27 de septiembre de 1921, para celebrar el centenario de la consumación de la Independencia. En 1930, participaron más de 25 mil efectivos, hubo parada aérea, lo que significó la primera participación de la Fuerza Aérea Mexicana. En 1931 y 1934, el desfile tradicional se convirtió en una ceremonia donde el secretario de Guerra y Marina condecoró a las banderas históricas de México. En 1935, el presidente Lázaro Cárdenas ordenó que se volvieran a realizar los desfiles militares el 16 septiembre de manera ininterrumpida, hasta convertirse en una tradición en México.

### Desfile cívico militar atlético (anteriormente desfile deportivo) del 20 de noviembre
El 20 de noviembre de 1930 se realizó por primera vez, aunque de manera informal, un desfile cívico deportivo por las calles de la Ciudad de México para conmemorar el aniversario de la Revolución mexicana. En 1936 fue oficializado el evento tras ser decretada la festividad por el Senado de la República. Es a partir de 1941 que contó con la presencia en el balcón de central de Palacio Nacional, del presidente de la República, que en ese momento era Manuel Ávila Camacho. Además de los elementos del ejército y dependencias federales que desfilaban en atuendo deportivos y realizando demostraciones atléticas o tablas rítmicas, durante el festejo participaban deportistas amateurs y profesionales que hubieran tenido alguna destacada actuación en el extranjero, como era el caso de los medallistas olímpicos o alguno de los representativos nacionales de deportes como fútbol, béisbol, frontenis, etc.
Dadas las tensiones vividas por la crisis política del 2006, el entonces presidente Vicente Fox canceló el desfile; aunque fue reinstaurado durante el sexenio de Felipe Calderón. En 2013, el tradicional desfile se convirtió en una ceremonia de ascensos y condecoraciones a los elementos de las Fuerzas Armadas; a raíz del secuestro masivo de Iguala del 2014, la celebraciones tuvieron lugar en el Campo Marte durante el sexenio de Enrique Peña Nieto. En 2019 se restablece finalmente el tradicional desfile cívico militar atlético por el presidente Andrés Manuel López Obrador.

### Desfile del Día del Trabajo
Aunque desde 1913 se llevaban a cabo algunas manifestaciones simbólicas para conmemorar el Día Internacional de los Trabajadores en el Zócalo, fue hasta su oficialización en 1922 que participaron de manera formal organizaciones obreras como la CGT y la CROM. En 1925 se coordina un festejo organizado por las principales agrupaciones sindicales, en el que participa como espectador desde el balcón central de Palacio Nacional el entonces presidente Plutarco Elías Calles. La mecánica del evento consistía en una especie de salutación al presidente de la república, acompañando los pasos con cánticos y consignas del movimiento obrero; desfilaban ante él todos los sindicatos oficiales, organizaciones campesinas y populares, y cerraban el desfile los llamados sindicatos independientes. La consolidación de la Confederación de Trabajadores de México en la década de 1940 y su líder Fidel Velázquez, llevó a su organización a ser la principal participante, y a él, un permanente acompañante del presidente en turno en el balcón central. El desfile oficial que contaba con la participación del presidente fue cancelado definitivamente en 1995.

### El Zócalo y el presidencialismo mexicano

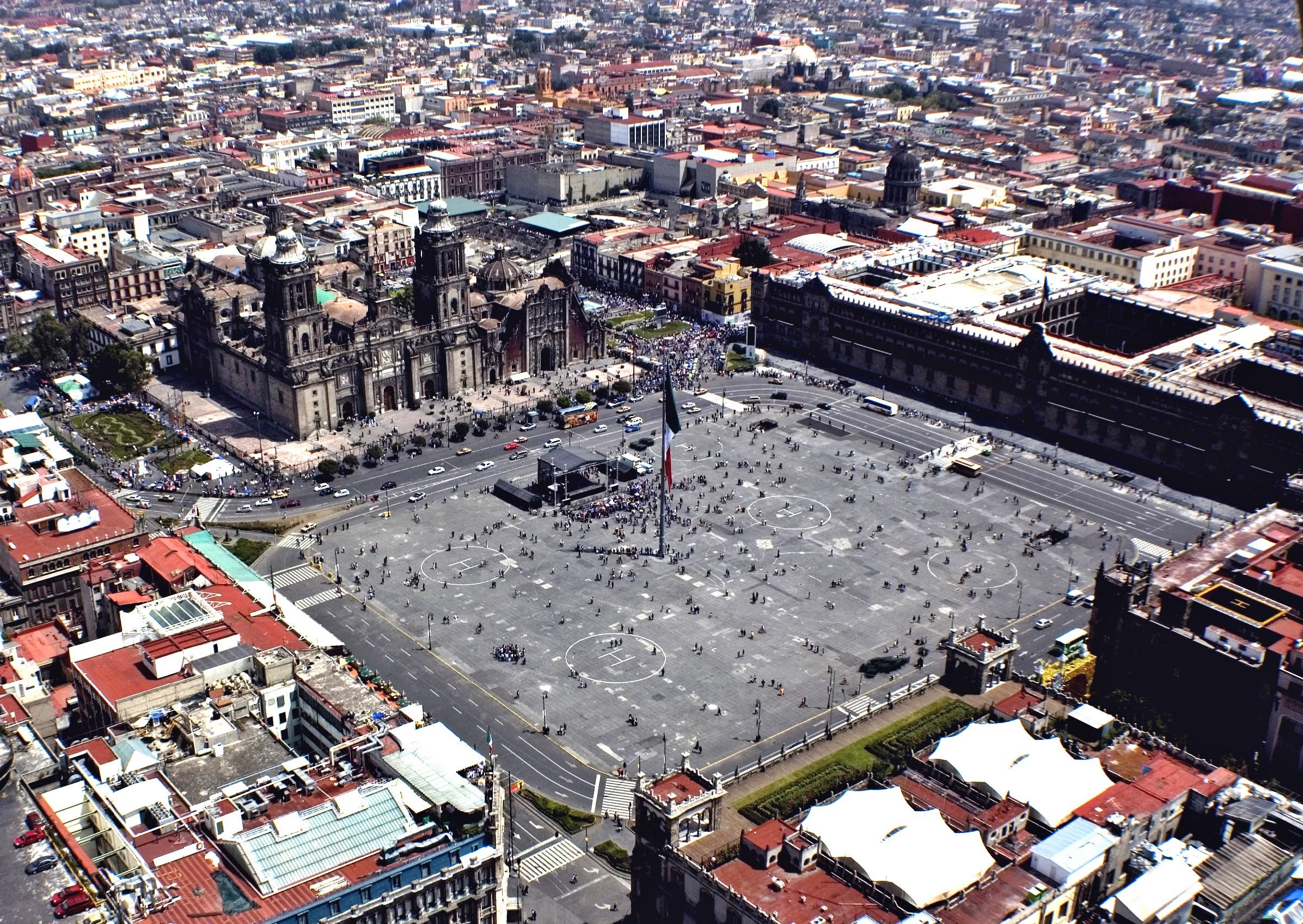
Vista aérea de la Plaza.

Con la transformación de la figura presidencial en el eje de la vida política del país a partir de la década de 1920, los símbolos del poder de esta (la silla y banda presidencial; los Pinos, etc.) se convirtieron en actores de los rituales que daban significado e imagen al ejercicio del poder.
Desde luego el Zócalo, por contener el Palacio Nacional, fue parte de estos elementos simbólicos, especialmente porque era importante en ceremonias como la toma de posesión, donde el presidente, luego del desfile multitudinario que lo trasladaba desde la sede del Congreso, tenía un recibimiento festivo en el Zócalo y hacia su entrada a Palacio Nacional; lugar donde realizaba sus primeros actos como jefe del ejecutivo, en algunas ocasiones incluyendo un saludo desde el Balcón central a la multitud. En la ceremonia del informe presidencial, el mandatario asistía a Palacio para colocarse la banda presidencial e iniciar el recorrido a la sede del congreso, todo ello en el marco de un desfile multitudinario. En tanto que el Balcón central se convirtió en la tribuna de honor desde donde el Comandante supremo encabezaba los desfiles conmemorativos del 1 de mayo, 16 de septiembre y 20 de noviembre.
La última concentración popular en la plaza para celebrar una asunción al poder de un presidente había ocurrido con motivo de la toma de posesión de Vicente Fox el 1 de diciembre de 2000. Volvería a realizarse una con motivo de la investidura de Andrés Manuel López Obrador el 1 de diciembre de 2018, como cierre de los eventos relacionados con su toma de protesta, se llevó a cabo un evento de respaldo popular y festival artístico, en el que representantes de 68 grupos indígenas le entregaron de manera simbólica el denominado bastón de mando, un acto inédito en la relación de las autoridades nativas y la presidencia de la república; para concluir el evento dio un discurso ante 150 mil asistentes.
También era el punto de encuentro en manifestaciones de apoyo popular al primer mandatario, como ocurría en la mencionada toma de posesión o en alguna de las múltiples demostraciones de lealtad de organizaciones campesinas, obreras y populares afiliadas al partido oficial PRI. Tal como ocurrió el 23 de marzo de 1938 para apoyar la expropiación petrolera realizada por Lázaro Cárdenas, hecha cinco días antes; el 15 de septiembre de 1942 para alentar y defender la política de Unidad Nacional de Manuel Ávila Camacho en el marco de la participación de México en la Segunda Guerra Mundial, evento en el que estuvo acompañado por seis de los ocho expresidentes vivos de ese momento: Adolfo de la Huerta, Plutarco Elías Calles, Emilio Portes Gil, Pascual Ortiz Rubio, Abelardo L. Rodríguez y Lázaro Cárdenas (no estuvieron presentes Pedro Lascurain y Roque González Garza); y el 3 de septiembre de 1982 para respaldar la nacionalización de la banca por parte de José López Portillo.

## Conciertos

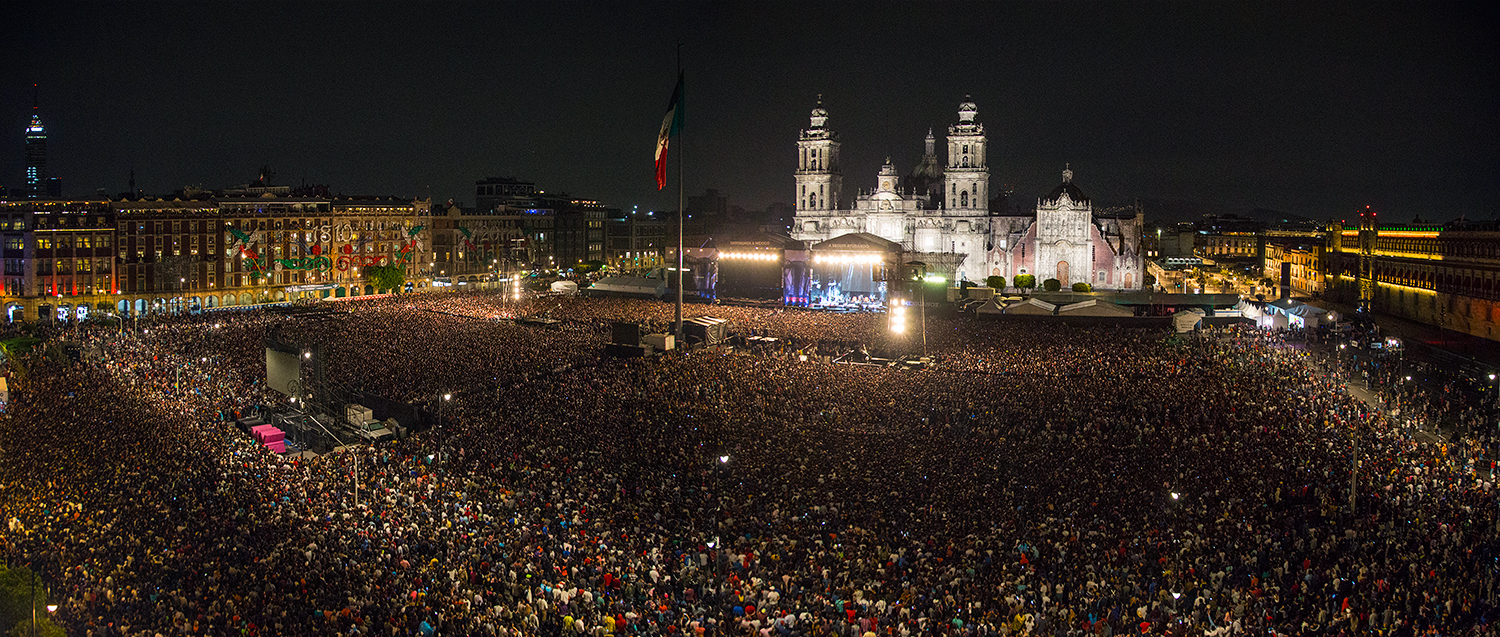
Concierto "Estamos Unidos Mexicanos" en 2017.

- Juan Gabriel con 350 000 asistentes el 1 de enero del 2000, este es el récord de mayor asistencia al zócalo.[41]
- OV7 se despide en abril de 2003 con 175 000 asistentes.
- Primera Generación alrededor de 120 000 asistentes el 27 de julio de 2003.[42]
- Café Tacuba con 170 000 asistentes el 5 de junio de 2005.[43]
- Vicente Fernández con 217 000 asistentes el 14 de febrero de 2009.[44]
- Shakira con 210 000 asistentes el 27 de mayo de 2010.
- Paul McCartney canto el 10 de mayo de 2012 ante 200 000 asistentes.[45]
- Justin Bieber que cantó ante 210 000 personas.[46]
- Roger Waters da un espectáculo el 1 de octubre del 2016 ante más de 200 000 personas.
- Concierto Estamos Unidos Mexicanos el 8 de octubre de 2017 con 170 000 espectadores; en conmemoración y apoyo a los damnificados por los sismos del 7 y el 19 de septiembre.[47]
- Caifanes con 120 000 asistentes el 10 de noviembre de 2017 como parte de la Semana de las Juventudes 2017.[48]
- Grupo Firme con 280 000 asistentes el 25 de septiembre de 2022.[49]
- Rosalía con 160 000 asistentes el 27 de abril de 2023.[50]
- Los Fabulosos Cadillacs con 300 000 asistentes el 3 de junio de 2023.[cita requerida]
- Interpol con 160 00 asistentes el 20 de abril de 2024.

## Ceremonias de honores e izamiento de la bandera monumental

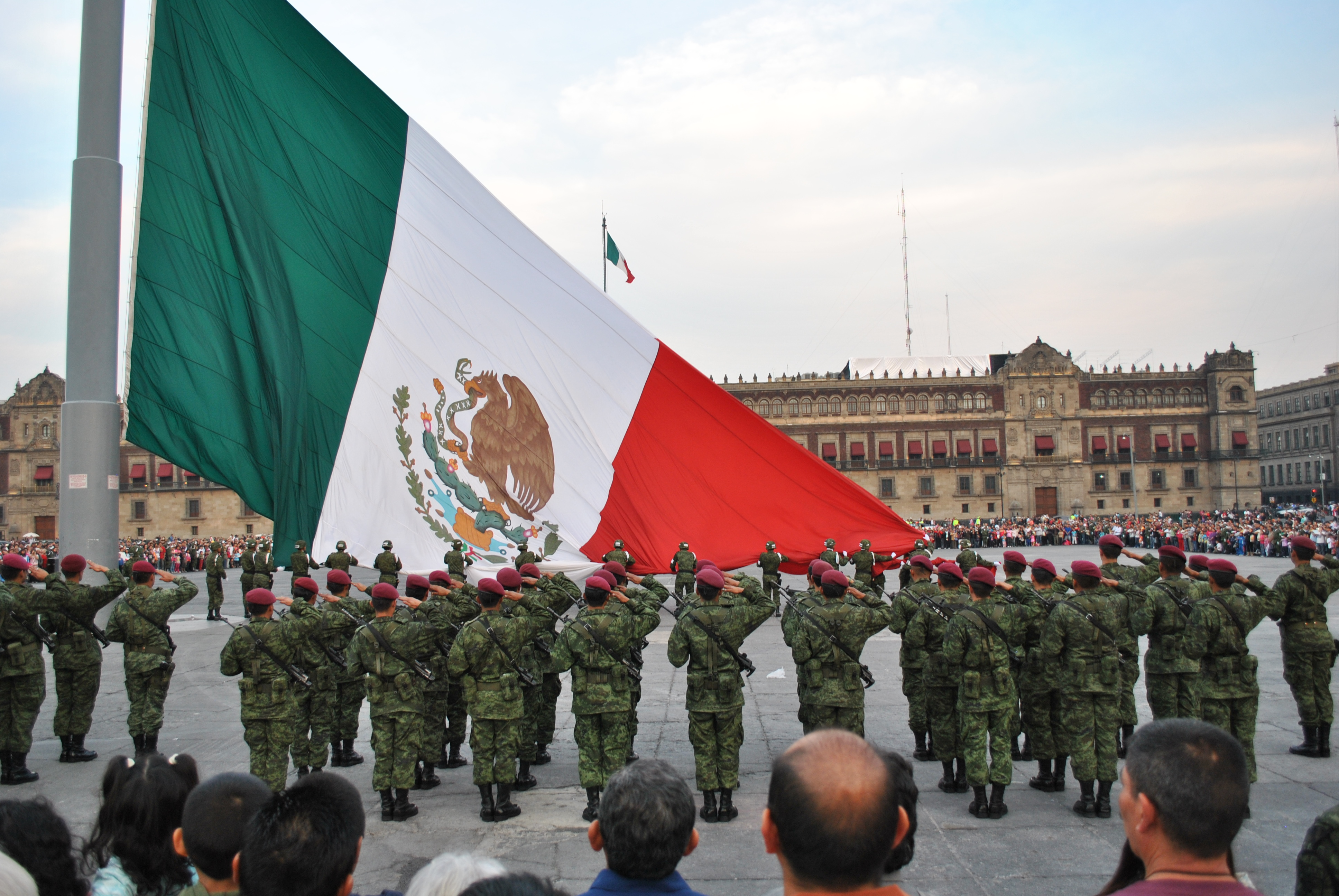
Arriaje de la bandera monumental en la Plaza de la Constitución.

- 24 de febrero (Día de la Bandera Mexicana).
- 15 y 16 de septiembre (Aniversario de la Independencia de México).
- 20 de noviembre (Aniversario de la Revolución mexicana).
- 14 de febrero. Muerte de Vicente Guerrero
- 22 de febrero. Muerte de Francisco I. Madero
- 28 de febrero. Muerte de Cuauhtémoc
- 10 de abril. Muerte de Emiliano Zapata
- 21 de mayo. Muerte de Venustiano Carranza
- 17 de julio. Muerte de Álvaro Obregón
- 18 de julio. Muerte de Benito Juárez
- 30 de julio. Muerte de Miguel Hidalgo y Costilla
- 19 de septiembre. Conmemoración por la víctimas de los terremotos de 1985 y 2017
- 2 de octubre. Aniversario de los caídos en la lucha por la democracia de la Plaza de las Tres Culturas en Tlatelolco, en 1968.[51]
- 7 de octubre. Conmemoración del sacrificio del senador Belisario Domínguez, en 1913.
- 22 de diciembre. Aniversario de la muerte de José María Morelos, en 1815.

## Cultura popular

### Cine
- En la trama de la película Río Escondido (1947) de Emilio Fernández, María Félix escucha la voz aparente de la Campana de Dolores en el Palacio Nacional.
- Una toma nocturna de la plaza aparece en Salón México (1948) de Emilio Fernández.
- Al final de la secuencia de introducción de la película Spectre (2015), James Bond lucha contra un agente de Spectre llamado Marco Sciarra en un helicóptero sobre la Plaza.

## Panorámicas

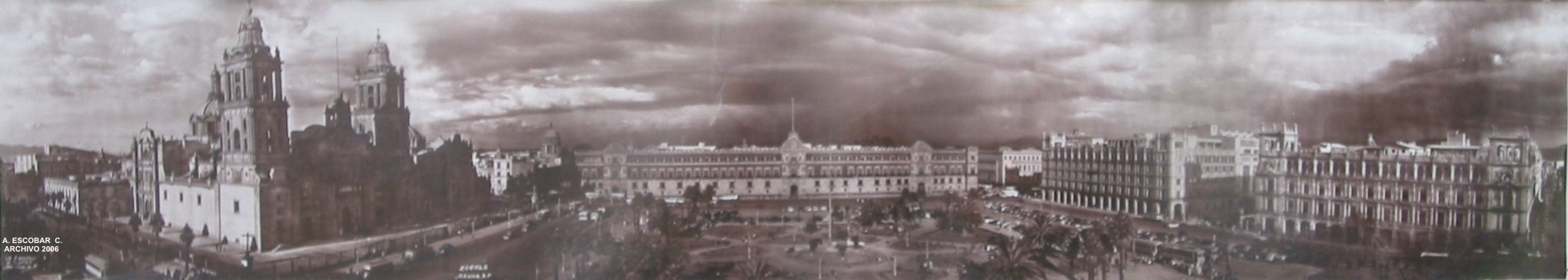
Zócalo de Ciudad de México en 1948.

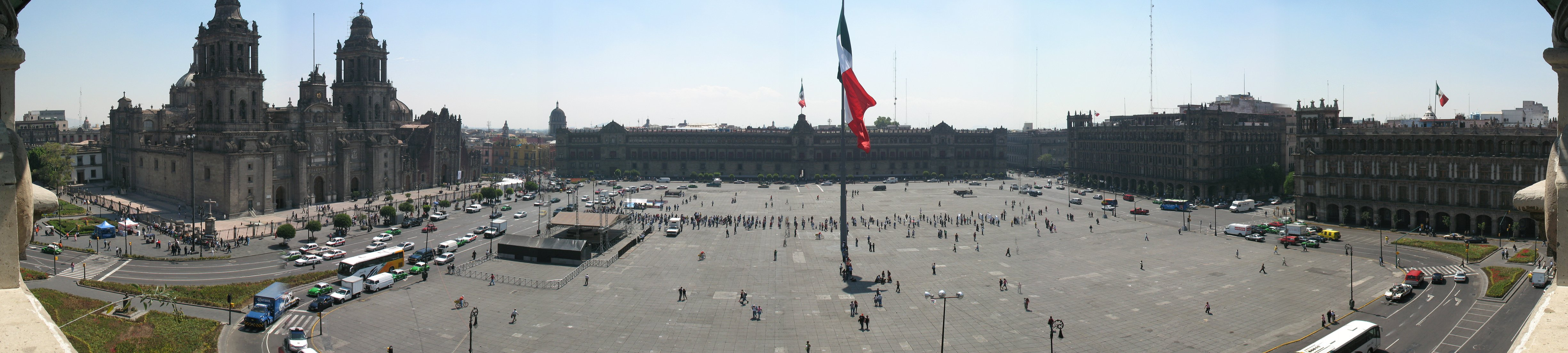
Vista panorámica de la Plaza del Zócalo con Palacio Nacional (sede del poder ejecutivo federal) al frente y flanqueado por la Catedral Metropolitana, el Edificio de Gobierno y el Antiguo Palacio del Ayuntamiento; ambos sede del Gobierno de Ciudad de México.

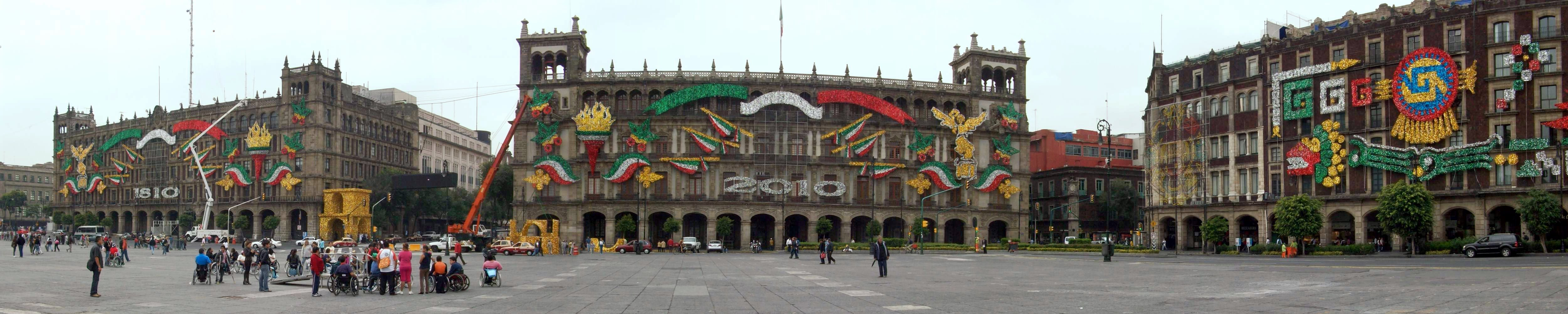
Mirando al sur de los edificios del Distrito Federal. La extrema derecha es el antiguo Portal de Mercaderes. Estos edificios fueron decorados para la celebración Bicentenario de México 2010.

Foto panorámica en 360° del Zócalo de Ciudad de México.

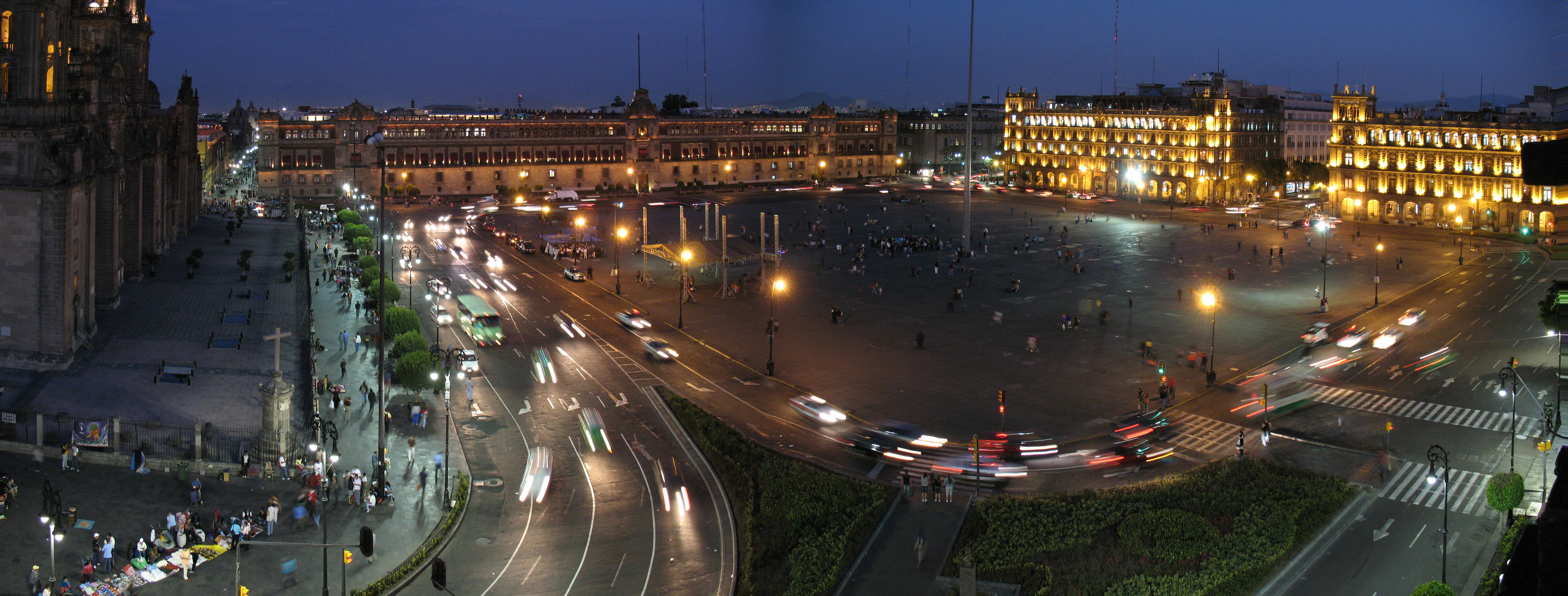
Vista nocturna del Zócalo.